# Liste der Baudenkmäler in Nürnberg/Östliche Außenstadt
Dies ist eine Teilliste der Liste der Baudenkmäler in Nürnberg. Sie enthält die in der Bayerischen Denkmalliste ausgewiesenen Baudenkmäler auf dem Gebiet des statistischen Stadtteils Östliche Außenstadt der kreisfreien Stadt Nürnberg in Bayern. Grundlage ist die Bayerische Denkmalliste, die auf Basis des bayerischen Denkmalschutzgesetzes vom 1. Oktober 1973 erstmals erstellt wurde und seither durch das Bayerische Landesamt für Denkmalpflege geführt und aktualisiert wird. Die folgenden Angaben ersetzen nicht die rechtsverbindliche Auskunft der Denkmalschutzbehörde.
Diese Teilliste enthält Objekte aus dem statistischen Stadtteil  09 Östliche Außenstadt mit den folgenden statistischen Distrikten: 90 St. Jobst, Weigelshof, 91 Erlenstegen, 92 Mögeldorf, Ebensee, 93 Schmausenbuckstraße, 94 Laufamholz, Hammer, Oberbürg, Unterbürg, 95 Zerzabelshof, 96 Fischbach, 97 Brunn, Birnthon.

## Ensembles

### Ensemble Ortskern Mögeldorf
Das im Osten der Stadt über dem Pegnitztal gelegene ehemalige Mögeldorf (Lage) ist wahrscheinlich aus einer königlichen Hofanlage im Bereich des Königshofs Altdorf entstanden. Erstmals in den Jahren 1025 und 1030 genannt, war es später Reichsdienstmannensitz, dann markgräflich. Im späten Mittelalter gelangten Teile durch Kauf an Nürnberger Patrizierfamilien.
Der 1899 eingemeindete Ort besitzt um den Kirchberg einen alten Ortskern, der geprägt ist von typischen Nürnberger Herrensitzen des 16./18. Jahrhunderts. Um diesen Kern schließt sich der stark von Wohn- und Industriebauten des 19. und 20. Jahrhunderts durchsetzte größere Teil Mögeldorfs an, der die Entwicklung des Dorfes zur Vorstadt zeigt, aber nicht Teil des Ensembles ist.
Die Pfarrkirche St. Nikolaus und Ulrich, ein Bau des 14. Jahrhunderts mit einer Erweiterung von 1907, die innerhalb eines befestigten Friedhofs auf dem Kirchenberg über der Pegnitz gelegen ist, bildet das geschichtliche und städtebauliche Zentrum der Anlage. In der Nähe der Pfarrkirche sind mehrere Herrensitze erhalten. Zunächst schließt sich östlich ein Schlosshof mit dem ehemaligen Hallerschloss und dem Imhoff’schen Bau an, Bauten des 15. bis 17. Jahrhunderts. Weiter südlich folgt sogleich das Schlossareal des sogenannten cnopf’schen Schlosses, ein von einem Park umgebener Herrensitz des 17. Jahrhunderts.
Auch das weiter östlich gelegene Schmausenschloss, dessen großer Park noch weitgehend erhalten ist und sich bis zur Ecke Waldstraße/Laufamholzstraße erstreckt, ist ein Bau des 17. Jahrhunderts. Dort steht noch der ehemalige zugehörige barocke Gartenpavillon.
Zu Füßen des Kirchenberges befindet sich am Ufer der Pegnitz die ehemalige Satzingermühle, ein im Kern aus der Zeit um 1600 stammender stattlicher Satteldachbau; dahinter steht ein ehemaliges Baderhaus, ein Fachwerkhaus des 17. Jahrhunderts. Wo die zu den Herrensitzen führende Ziegenstraße abzweigt, bildet die Laufamholzstraße den Südrand des Ensembles mit einem geschickt an die Umgebung angepassten Bau von 1913 mit Resten von 1663 und dem ehemaligen Gasthaus zum Roten Ochsen, einem Satteldachhaus des 17. Jahrhunderts.
Vom Pegnitzufer her gesehen ergibt sich ein eindrucksvolles Ortsbild mit dem Kirchberg und der daran anschließenden Bebauung der Mögeldorfer Hauptstraße über dem Pegnitzhochufer, das gleichfalls durch einen ehemaligen Herrensitz, das Baderschlösschen, beherrscht wird. Aktennummer: E-5-64-000-24.

### Ensemble Villenkolonie Ebensee

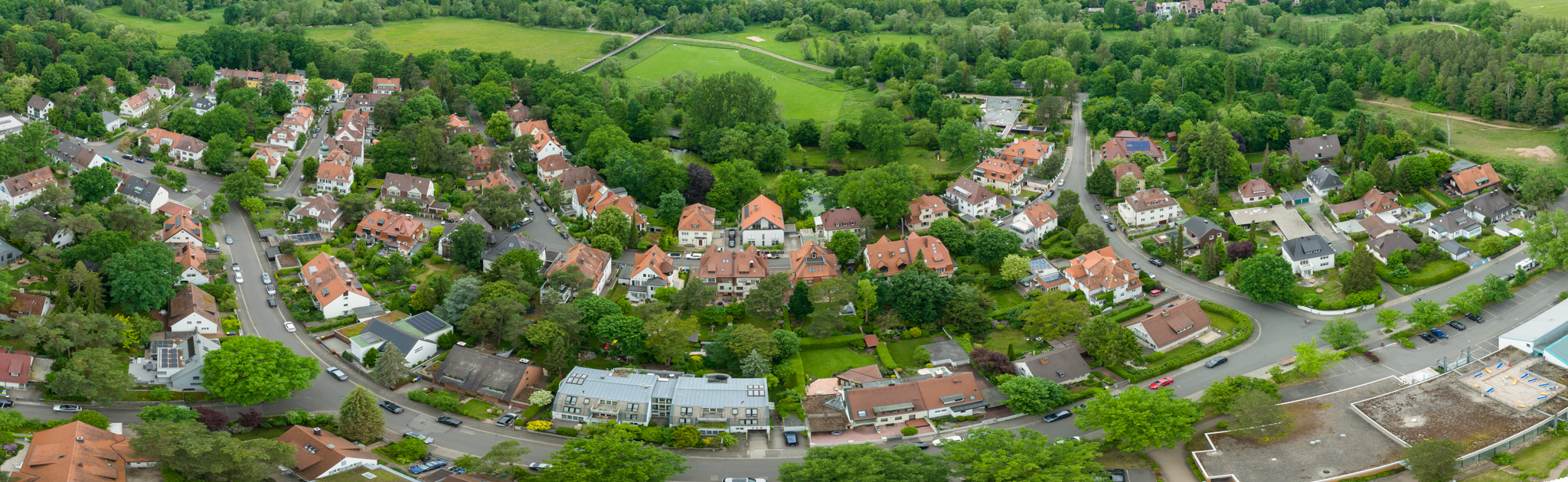

Die Villenkolonie Ebensee (Lage) entstand als Unternehmung der Baufirma Popp & Weisheit, die das Gelände 1907 aufgekauft hatte. Mit dem Bau des ersten Hauses der auf 70 Häuser geplanten Siedlung wurde 1908 begonnen.
Mit Ausbruch des Ersten Weltkrieges musste der Bau beendet werden, ohne dass der ursprünglich geplante Umfang erreicht worden war. Bei den nach Plänen des Architekten Ludwig Popp und des Baumeisters Weisheit errichteten Häusern handelt es sich um Einzelhäuser, zumeist aber um Doppelhäuser bzw. malerische Reihenhäuser. Städtebaulich wie in der Einzelgestaltung, die noch Anklänge an den Barock oder in Anwendung von Ideen des Jugendstils in reduzierter Form feststellen lässt, erinnert die Villenkolonie an die Gartenstadtbewegung. Hier war jedoch als privatwirtschaftliche Planung keine vollständige Siedlung das Ziel, vielmehr eine ruhige, vom Getriebe abgeschiedene Wohngegend, in der ausdrücklich kein lärmender Geschäftsbetrieb, keine ärztlichen oder anderen Praxen und keine Geschäfte irgendwelcher Art zugelassen waren.
Bestimmend für den Charakter der Kolonie ist der Föhrenwald, in dem sie errichtet wurde, geblieben. Auch die landschaftliche Umgebung mit dem Ebensee und dem Pegnitztal ist für die Villenkolonie von Bedeutung, schon die Baufirma hatte einen Steg über das Pegnitztal nach Erlenstegen gebaut. Aktennummer: E-5-64-000-31.

### Ensemble Ortskern Hammer

Panorama Hammer

Das Ensemble (Lage) umfasst den Bereich eines ehemaligen Hammerwerkes mit seiner Wohnbebauung. Dieses ehemalige kleine Dorf „Hammer bei Laufamholz“ ist aus einer Mühle entstanden und 1808/18 zu Laufamholz gekommen.
Aus dieser seit dem 13. Jahrhundert überlieferten Mühle entwickelten sich im 16./17. Jahrhundert eine Schleifmühle bzw. ein Messinghammer. Die Anlage erhielt ihre prägenden Bauten nach den Zerstörungen im Zweiten Markgrafenkrieg und des Dreißigjährigen Krieges. Trotz der neuen Zerstörungen des Zweiten Weltkrieges hat die Anlage bis heute ihren im 17./18. Jahrhundert entstandenen Charakter als befestigte Industriesiedlung in hoher Geschlossenheit bewahrt.
An der Südseite befinden sich die Reste des Herrenhauses von 1640 sowie des Wirtshauses von 1687. Bei den eingeschossigen an das Wirtshaus anschließenden Sandsteinbauten wie auch den zumeist zweigeschossigen Bauten an der Nordseite des Platzes handelt es sich um Arbeiter-Wohnbauten des 17. bis 18. Jahrhunderts. Dass diese als Platzraum von Alt-Nürnberger-Charakter erlebbare Anlage ein eigenes Dorf und kommunales Zentrum war, verdeutlicht auch das sogenannte Uhrenhaus, ein ehemals zweigeschossiges Arbeiterhaus mit Ladegaube und Uhrtürmchen mit Uhr und das ehemalige Schulhaus.
In der Platzmitte steht auf einem Stufenpodest ein Obelisk, eingezäunt von vier Granitpfeilern mit Ketten. Der Obelisk befand sich ursprünglich im volckamerschen Garten in Gostenhof und wurde, versehen mit einer gusseisernen Plakette „in dankbarer Kinderliebe für Georg Christoph Forster“ 1861 hier neu errichtet. Der Obelisk, der Denkmal der alten Nürnberger Familie und zugleich der Industriegeschichte Nürnbergs ist, gibt Platz, Dorf und Hammerwerk einen imposanten Mittelpunkt von hoher städtebaulicher Bedeutung. Zu der südseitigen Bebauung hinter dem Herrenhaus gehört der Gartenbereich mit Ummauerung als Teil der Anlage. Aktennummer: E-5-64-000-8.

### Ensemble Ortskern Fischbach bei Nürnberg
Das Ensemble umfasst den engsten Ortskern von Fischbach (Lage) zwischen den Patrizierschlössern.
Fischbach war am gleichnamigen Bach inmitten der Lorenzer Reichswaldes entstanden und Sitz eines Reichsministerialgeschlechts der „Vischpecker“. Im 18. Jahrhundert waren 33 Anwesen auf sieben Grundherren aufgeteilt, 1808/18 war Fischbach eigene Landgemeinde geworden. Von den 300 Einwohnern der Zeit um 1800 wuchs Fischbach bis nach dem Zweiten Weltkrieg auf 12.000 Einwohner.
Die blühende selbständige Gemeinde wurde mit der Gebietsreform 1972 in Nürnberg eingemeindet. Das Dorf Fischbach gehört zu jenen besonders ausgezeichneten nürnbergischen Dörfern, die gleich mehrere patrizische Herrensitze aufweisen können. Allen Herrensitzen zugehörig sind größere Park- bzw. Freiflächen. Die beiden Schlösser im westlichen Ortskern, das Pellerschloss vom Weiherhaustyp und scheurlsche Schloss aus der Renaissancezeit, sind jedoch so von der Straße abgerückt, dass sie kaum Einfluss auf das Straßenbild haben. Jedoch schafft ein Torhaus nicht nur einen direkten Zugang zum scheurlschen Schloss, sondern auch eine wichtige Straßenfassade, bevor die Fischbacher Hauptstraße nach Süden abknickt.
Im Osten bilden jedoch die harsdorferschen Schlösser, vor allem der barocke Massivbau mitsamt dem Park, monumentale Bezugspunkte. Den begrenzenden Blickpunkt des Ortskerns im Osten akzentuiert zusätzlich das gegenüberliegende Gasthaus aus dem 19. Jahrhundert.
Zwischen den Herrschaftsbauten bildet die kleine Kirche St. Maria, die 1383 geweiht wurde, einen Mittelpunkt, dessen städtebauliche Wirkung jedoch durch das vom Wiederaufbau 1956/57 herrührende niedrige Satteldach beeinträchtigt ist.
Unter der bürgerlichen und bäuerlichen historischen Bebauung befinden sich sowohl erdgeschossige Bauernhäuser als auch stattliche zweigeschossige Bauten des 18. und 19. Jahrhunderts. Die Einfügungen der Gründerzeit erinnern an das damalige Aufblühen der Gemeinde. Aktennummer: E-5-64-000-11.

## Baudenkmäler in der Östlichen Außenstadt

### Weigelshof
| Lage                                    | Objekt                                                    | Beschreibung | Akten-Nr.                | Bild           |
| --------------------------------------- | --------------------------------------------------------- | --- | ------------------------ | -------------- |
| Bismarckstraße 36 (Standort)            | Ehemaliger Herrensitz Schübelsberg                        | Dreigeschossiger freistehender Sandsteinquaderbau mit Satteldach, Dacherkern mit Spitzhelm an den Traufseiten und Schleppdachgauben, reiches Renaissanceportal, in der heutigen Form 1602 im Auftrag des Patriziers Andreas (III.) Imhoff über Vorgängerbauten des 15. und 16. Jahrhunderts errichtet                                     | D-5-64-000-225 Wikidata  | weitere Bilder |
| Bismarckstraße 36 (Standort)            | Ehemaliger Herrensitz Schübelsberg, Reste der Einfriedung | Nördlich des Gebäudes, Sandstein-Torpfeiler und zweiflügeliges schmiedeeisernes Gittertor, wohl 18. Jahrhundert | D-5-64-000-225           | BW             |
| Bismarckstraße 36, im Garten (Standort) | Ehemaliger Herrensitz Schübelsberg, Figurengruppe Diana   | Frühes 18. Jahrhundert, und Brunnenbassin | D-5-64-000-225           | BW             |
| Danziger Straße 8 (Standort)            | Wohnhaus                                                  | Zweigeschossiger Eckbau mit abgewalmten Satteldach und polygonalem Eckerkerturm mit Zeltdach, reduzierter Historismus, von Hermann Liersch, 1925 | D-5-64-000-4448 Wikidata | weitere Bilder |
| Lutzstraße 1 (Standort)                 | Villa                                                     | Zweigeschossiger Kopfbau mit Mansardwalmdach, Zwerchhaus mit Volutengiebel und hölzernen Giebeldachgauben, Sichtziegelbau mit Sandsteingliederung und reichem Jugendstildekor, um 1903 | D-5-64-000-1260 Wikidata | weitere Bilder |
| Lutzstraße 3 (Standort)                 | Villa                                                     | Zweigeschossiger zweiflügeliger Kopfbau mit Mansard- bzw. Mansardhalbwalmdach, dreigeschossigem Eckerker mit Spitzhelm und hölzernen Giebeldacherkern, seitlicher Treppenturmaufsatz mit Sichtfachwerk, verputzter Massivbau mit Spätjugendstildekor, 1911                                                                                | D-5-64-000-1261 Wikidata | weitere Bilder |
| Lutzstraße 4 (Standort)                 | Wohnhaus                                                  | Zweigeschossiger Massivbau mit abgewalmten Satteldach, Seitenrisaliten mit Satteldächern und Zwerchhaus mit Walmdach, in den Formen des malerischen Historismus, von Friedrich Küfner, 1900 | D-5-64-000-4784 Wikidata | weitere Bilder |
| Oedenberger Straße 34 (Standort)        | Einfamilienhaus                                           | Zweigeschossiger, verputzter Massivbau mit steilem Walmdach sowie Fachwerksgauben mit Satteldach und Fledermausgauben, an der Westseite Verbindungstrakt, eingeschossiger, verputzter Satteldachbau, und Garage, eingeschossiger, verputzter Walmdachbau, versachlichter Heimatstil, von Fritz Mayer für sich selber errichtet, bez. 1937 | D-5-64-000-2505 Wikidata | weitere Bilder |
| Oedenberger Straße 34 (Standort)        | Garteneinfriedung                                         | Sandsteinquadermauerwerk, 1937 | D-5-64-000-2505 Wikidata | weitere Bilder |
| Oedenberger Straße 52 (Standort)        | Ehemaliger Herrensitz Weigelshof                          | Dreigeschossiger verputzter Sandsteinbau mit Satteldach, Dacherker und zinnenbekröntem Treppenturm, 1568, neugotischer Umbau durch Carl Alexander von Heideloff, um 1830/40 | D-5-64-000-1456 Wikidata | weitere Bilder |
| Oedenberger Straße 52a (Standort)       | Gartenhaus                                                | Erdgeschossiger, unterkellerter Satteldachbau mit Dachreiter, im Kern 1568 | D-5-64-000-1456 Wikidata | weitere Bilder |
| Oedenberger Straße 52 / 52a (Standort)  | Einfriedung                                               | Sandsteinmauerwerk, 16. und 19. Jahrhundert | D-5-64-000-1456 Wikidata | weitere Bilder |
| Scharnhorststraße 28 (Standort)         | Büro- und Wohngebäude                                     | Zweigeschossiger Traufseitbau mit Satteldach, Putzbau mit seitlichen verglasten Treppenhäusern, Stahlfaltbinderdach mit Oberlichtkuppeln, 1955 von Hans-J. Wagner für den Stahlbauverein Bayern erbaut | D-5-64-000-2452 Wikidata | weitere Bilder |

### Rechenberg
| Lage                                              | Objekt                   | Beschreibung | Akten-Nr.                | Bild           |
| ------------------------------------------------- | ------------------------ | --- | ------------------------ | -------------- |
| Äußere Sulzbacher Straße 35 (Standort)            | Mietshaus                | Dreigeschossiger Traufseitbau mit Satteldach, Sandstein-Zwerchgiebel und hölzernen Schleppgauben, Sandsteinquaderbau mit Mittelerker und Neurenaissance-Dekor, gegen 1900 | D-5-64-000-39 Wikidata   | weitere Bilder |
| Äußere Sulzbacher Straße 39 (Standort)            | Mietshaus                | Dreigeschossiges zweiflügeliges Eckhaus mit Walmdach und hölzernen Giebeldacherkern, verputzter Massivbau mit Sandstein-Erdgeschoss, Flacherker mit Zwerchgiebel und Sandstein-Erkern, Neurenaissance-Dekor, gegen 1900 | D-5-64-000-40 Wikidata   | weitere Bilder |
| Äußere Sulzbacher Straße 41 (Standort)            | Mietshaus                | Dreigeschossiger Traufseitbau mit Satteldach, Sandstein-Zwerchgiebel und hölzernem Dacherker, Sandsteinquaderbau mit reichem Neubarockdekor, Erker mit Balkonbrüstung, gegen 1900 | D-5-64-000-41 Wikidata   | weitere Bilder |
| Äußere Sulzbacher Straße 43 (Standort)            | Mietshaus                | Dreigeschossiger Traufseitbau mit Satteldach, Zwerchgiebel und Schleppgauben, Erdgeschoss Sandsteinquadermauerwerk, Obergeschosse verputzt, mit Sandsteinerker und Neurenaissance-Dekor, gegen 1900 | D-5-64-000-42 Wikidata   | weitere Bilder |
| Philosophenweg (Standort)                         | Ludwig-Feuerbach-Denkmal | Großer sarkophagförmiger Gedenkstein aus Beton mit Inschriften, 1930 von Architekt Ebert, 1955 restauriert und wiedererrichtet | D-5-64-000-2336 Wikidata | weitere Bilder |
| Regiomontanusweg 1 (Standort)                     | Regiomontanus-Sternwarte | Eingeschossiger Flachdachbau mit zweigeschossigem rundem Beobachtungsbau mit Kuppeldach, Sichtziegelbau, 1930/31 von Paul Seegy | D-5-64-000-1615 Wikidata | weitere Bilder |
| Schleiermacherstraße 8 (Standort)                 | Wohnhaus                 | Zweigeschossiges villenartiges Eckhaus mit Mansardwalmdach, Zwerchhaus mit Mansardwalmdach und verputzten Giebeldacherkern, barockisierender verputzter Massivbau mit gerundetem Eckerker, „1914“ von Architekt Mathias Fahrnholz (bezeichnet) | D-5-64-000-1761 Wikidata | weitere Bilder |
| Schleiermacherstraße 8 (Standort)                 | Einfriedung              | Massivpfeiler mit Eisengitterzaun, Puttengruppe an den Torpfeilern, 1914 | D-5-64-000-1761 Wikidata | weitere Bilder |
| Winzelbürgstraße 1 (Standort)                     | Mietshaus                | Dreigeschossiges zweiflügeliges Eckhaus mit Walmdach, verputzten Giebeldacherkern und hölzernen Dacherkern mit Haubendach, Erdgeschoss Sandsteinquadermauerwerk, Obergeschosse verputzt mit Sandstein-Fenstergewänden, dreigeschossiger polygonaler Sandstein-Eckerker mit Zeltdach, zweigeschossiger Sandstein-Erker, im Stil der Nürnberger Bauweise um 1600, 1901/02 | D-5-64-000-2168 Wikidata | weitere Bilder |
| Winzelbürgstraße 4-20 (gerade Nummern) (Standort) | Reihenhausgruppe         | Neun eingeschossige Traufseitbauten mit Sattel- bzw. Walmdächern, unregelmäßig gegliederte verputzte Massivbauten mit Zwerchgiebeln mit Walmdächern, massiven Giebeldacherkern und Schleppgauben, barockisierender Heimatstil, 1912 von Häberl & Heinrich nach Vorplanung von Heilmann & Littmann                                                                       | D-5-64-000-2169 Wikidata | weitere Bilder |

### Steinplatte
| Lage                                                             | Objekt                      | Beschreibung | Akten-Nr.                | Bild           |
| ---------------------------------------------------------------- | --------------------------- | --- | ------------------------ | -------------- |
| Gneisenaustraße 15 (Standort)                                    | Einfamilienhaus             | An Hang geschmiegte, zur Gartenseite zweigeschossige Anlage mit Flachsatteldach und weitgehender Verglasung nach Süden, von Sep Ruf, 1953, 1959 erweitert | D-5-64-000-2390 Wikidata | weitere Bilder |
| Gneisenaustraße 15 (Standort)                                    | Einfriedung                 | Verputzte Ziegelmauer, gleichzeitig | D-5-64-000-2390 Wikidata | weitere Bilder |
| Hohenlohestraße 8; Steuerwald-Landmann-Straße 1/3 (Standort)     | Reihenhausgruppe in Ecklage | Zweigeschossiger Mansardwalmdachbau mit Mitteltrakt und Dacherker, barockisierender Heimatstil, von Ludwig Ruff, 1911. Siehe auch Reihenhausgruppe Hohenlohestraße 917 (ungerade Nummern)/Gartensteig 2 und Reihenhausgruppe Steuerwald-Landmann-Straße 5–13 (ungerade Nummern) | D-5-64-000-1952 Wikidata | weitere Bilder |
| Hohenlohestraße 8; Steuerwald-Landmann-Straße 1/3 (Standort)     | Einfriedung                 | Verputzte Kalksteinmauer und -pfeiler, gleichzeitig | D-5-64-000-1952 Wikidata | weitere Bilder |
| Hohenlohestraße 9–17 (ungerade Nummern)/Gartensteig 2 (Standort) | Reihenhausgruppe in Ecklage | Zweigeschossige Anlage mit zurückspringenden, teils trauf-, teils giebelständigen Häusern mit Mansard-, Sattel- und Mansardwalmdächern, reich gegliedert mit Giebeln, Dachgauben und Erkern, barockisierender Heimatstil, von Ludwig Ruff, bezeichnet „1910“. Siehe auch Reihenhausgruppe Hohenlohestraße 8/Steuerwald-Landmann-Straße 1/3 und Reihenhausgruppe Steuerwald-Landmann-Straße 5-13 (ungerade Nummern) | D-5-64-000-820 Wikidata  | weitere Bilder |
| Hohenlohestraße 9–17 (ungerade Nummern)/Gartensteig 2 (Standort) | Einfriedung                 | Verputzte Steinmauern mit Abdeckplatten und Gitterzaun, gleichzeitig | D-5-64-000-820 Wikidata  | weitere Bilder |
| Steinplattenweg 24 (Standort)                                    | Villa                       | Zweigeschossiger Mansardwalmdachbau auf hohem Sockelgeschoss mit Dacherkern mit Dreiecksgiebeln, Freitreppe und Balkon, bezeichnet „1928“ | D-5-64-000-1918 Wikidata | weitere Bilder |
| Steuerwald-Landmann-Straße 5-13 (ungerade Nummern) (Standort)    | Reihenhausgruppe            | Dreiflügeliger, zweigeschossiger Walmdachbau auf hohem Sockelgeschoss mit Zwerchgiebeln und Eckpavillons mit Walmdach, barockisierender Heimatstil, von Ludwig Ruff, bezeichnet „1912“. Siehe auch Reihenhausgruppe Hohenlohestraße 8/Steuerwald-Landmann-Straße 1/3 und Hohenlohestraße 9–17 (ungerade Nummern)/Gartensteig 2                                                                                     | D-5-64-000-1953 Wikidata | weitere Bilder |
| Steuerwald-Landmann-Straße 5-13 (ungerade Nummern) (Standort)    | Einfriedung                 | Kalksteinmauer und -pfeiler, gleichzeitig | D-5-64-000-1953          | weitere Bilder |

### Sankt Jobst
| Lage                                          | Objekt | Beschreibung | Akten-Nr.                | Bild           |
| --------------------------------------------- | --- | --- | ------------------------ | -------------- |
| Äußere Sulzbacher Straße 58 (Standort)        | Mietshaus | Ehemaliges Wohnhaus der Eisenwerk Nürnberg AG, dreigeschossiger Putzbau mit Mansarddach, Erker und getrepptem Giebel mit Gesimsbändern, Putzgliederung in expressionistischen Formen, bezeichnet „1923“ | D-5-64-000-2834 Wikidata | weitere Bilder |
| Äußere Sulzbacher Straße 60 (Standort)        | Ehemalige Eisenwerk Nürnberg AG, vormals J. Tafel und Co., jetzt Museum Industriekultur und Kulturzentrum Tafelhalle: Verwaltungsgebäude | Dreigeschossiger freistehender Walmdachbau mit Fledermausgauben, Erdgeschoss Sandsteinquadermauerwerk, Obergeschosse massiv verputzt, rückseitig gerundeter Treppenturm mit Walmdach, mit reichem Portal und skulptierten Keilsteinen der Erdgeschossfenster, von Hans Müller, bezeichnet „1922“                       | D-5-64-000-43 Wikidata   | weitere Bilder |
| Äußere Sulzbacher Straße 60 (Standort)        | Ehemalige Eisenwerk Nürnberg AG: Einfriedung                                                                                             | Steinpfeiler und Eisengitterzaun mit zweiflügeligem Tor, gleichzeitig | D-5-64-000-43            | weitere Bilder |
| Äußere Sulzbacher Straße 62 (Standort)        | Ehemalige Eisenwerk Nürnberg AG: Ehemalige Fabrikhalle                                                                                   | Langgestreckte Gitterträgerkonstruktion mit Ziegelsteinausfachung und Paralleldach und neuklassizistischer Ziegelsteinfassade nach Osten, historische Teile wohl um 1900 bis in die 1920er Jahre, 2000 zu Museum umgebaut und erweitert, mit MAN-Dampfmaschine, bezeichnet „1907“, und anderer technischer Ausstattung | D-5-64-000-43            | weitere Bilder |
| Äußere Sulzbacher Straße 138 / 140 (Standort) | Evangelisch-lutherische Pfarrkirche St. Jobst, ehemalige Spitalkirche                                                                    | Sandsteinquaderbau mit Satteldach und Dachreiter, gewölbter, polygonaler Chor und einschiffiges Langhaus mit Holztonnengewölbe, um 1350, nach Brand 1451 erneuert, 1947/49 wiederaufgebaut; mit Ausstattung | D-5-64-000-45 Wikidata   | weitere Bilder |
| Äußere Sulzbacher Straße 138 / 140 (Standort) | Friedhof | Um die Pfarrkirche, aus dem Pestfriedhof von 1483 hervorgegangen; mit Grabsteinen | D-5-64-000-45 Wikidata   | weitere Bilder |
| Äußere Sulzbacher Straße 138 / 140 (Standort) | Ehemaliges Schulhaus | Jetzt Leichenhaus und Wärterwohnung, zweigeschossiger Sandsteinquaderbau mit Walmdach, um 1600, Obergeschoss 1721 aufgesetzt, Erdgeschossarkaden 1935 anlässlich der Straßenerweiterung eingebaut, 1950 wiederaufgebaut                                                                                                | D-5-64-000-45 Wikidata   | weitere Bilder |
| Äußere Sulzbacher Straße 144b (Standort)      | Ehemaliges Pfarrhaus | Zweigeschossiger Sandsteinquaderbau mit Walmdach, 1843 | D-5-64-000-46 Wikidata   | weitere Bilder |
| Äußere Sulzbacher Straße 144b (Standort)      | Garteneinfriedung | Sandsteinquadermauer, bezeichnet „1842“ | D-5-64-000-46 Wikidata   | weitere Bilder |
| Dr.-Carlo-Schmid-Straße 91 (Standort)         | Ehemaliges Bahnhofsgebäude Ostbahnhof-Güterbahnhofs                                                                                      | Dreigeschossiger Sandsteinquaderbau mit Walmdach, um 1870 | D-5-64-000-2080 Wikidata | weitere Bilder |
| Flußstraße/Thumenberger Weg (Standort)        | Martersäule | Sandstein, um 1500 | D-5-64-000-484 Wikidata  | weitere Bilder |

### Erlenstegen
| Lage                                                        | Objekt                                                              | Beschreibung | Akten-Nr.                | Bild           |
| ----------------------------------------------------------- | ------------------------------------------------------------------- | --- | ------------------------ | -------------- |
| Eichendorffstraße 33 (Standort)                             | Villa                                                               | Zweigeschossiger Mansardwalmdachbau mit halbrunden Bodenerkern., in reduziert historistischen Formen, von Wilhelm Heinz, 1928. Siehe auch: Denkmalschutzmedaille 2018 | D-5-64-000-405 Wikidata  | weitere Bilder |
| Eichendorffstraße 33 (Standort)                             | Pförtnerhaus                                                        | Eingeschossiger Walmdachbau mit Dachgauben, über erdgeschossigen Verbindungsbau an Villa angeschlossen, in reduziert historistischen Formen, von Wilhelm Heinz, 1928 | D-5-64-000-405 Wikidata  | weitere Bilder |
| Eichendorffstraße 33 (Standort)                             | Gartenpavillon                                                      | Erdgeschossiger Rundbau mit Kegeldach, in reduziert historistischen Formen, von Wilhelm Heinz, 1928 | D-5-64-000-405 Wikidata  | BW             |
| Eichendorffstraße 33 (Standort)                             | Einfriedung                                                         | Betonmauer, -pfeiler und Eisengittertore, in reduziert historistischen Formen, von Wilhelm Heinz, 1928 | D-5-64-000-405           | weitere Bilder |
| Eichendorffstraße 34 (Standort)                             | Villa in Ecklage                                                    | Zweigeschossiger Walmdachbau auf hohem Sockelgeschoss mit Eckrundtürmen, Dacherkern und Dachreiter, in neubarocken Formen, von Fahrnholz, bezeichnet „1914/15“ | D-5-64-000-406 Wikidata  | weitere Bilder |
| Eichendorffstraße 34 (Standort)                             | Einfriedung                                                         | Steinmauer und Eisengitterzaun, gleichzeitig | D-5-64-000-406           | weitere Bilder |
| Erlenstegenstraße (Standort)                                | Grenzstein                                                          | Eine von sieben Sandsteinstelen, mit Betonsockel sowie mit der Aufschrift Nürnberg und dem Stadtwappen in farbigem Steinmosaik, 1951 Weitere Standorte: Erlanger Straße, Äußere Bayreuther Straße, Laufamholzstraße 370, B 4, Münchener Straße, Mühlhofer Hauptstraße Münchener Straße | D-5-64-000-2975 Wikidata | weitere Bilder |
| Erlenstegenstraße 16/16a (Standort)                         | Villa                                                               | Zweigeschossiger Walmdachbau mit Risaliten und Erkern, Putzbau mit reichem, barockisierendem und expressionistischem Dekor, um 1920/25 | D-5-64-000-427 Wikidata  | weitere Bilder |
| Erlenstegenstraße 16/16a (Standort)                         | Einfriedung                                                         | Kalksteinmauer und -tor, teils mit Eisengitterzaun, gleichzeitig | D-5-64-000-427 Wikidata  | weitere Bilder |
| Erlenstegenstraße 18 (Standort)                             | Villa, jetzt Polizeiinspektion Nürnberg-Ost                         | Zweigeschossiger Halbwalmdachbau mit Risalit mit Halbwalm und Erker, in barockisierenden Formen, von Hans Pylipp, um 1910 | D-5-64-000-428 Wikidata  | weitere Bilder |
| Erlenstegenstraße 28 (Standort)                             | Villa                                                               | Zweigeschossiger Mansardwalmdachbau mit Risalit, Bodenerker und Eingangs-Vorhalle, Putzbau mit Sandstein-Ecklisenen, in barockisierenden Formen, um 1920 | D-5-64-000-429 Wikidata  | weitere Bilder |
| Erlenstegenstraße 28 (Standort)                             | Garage                                                              | Eingeschossiger Flachdachbau mit geschweiftem Giebel, gleichzeitig | D-5-64-000-429 Wikidata  | weitere Bilder |
| Erlenstegenstraße 28 (Standort)                             | Einfriedung                                                         | Einfassungsmauer aus Sandstein mit barocken Spolien, im Kern 18. Jahrhundert, um 1920 | D-5-64-000-429 Wikidata  | weitere Bilder |
| Erlenstegenstraße 39 (Standort)                             | Tankstelle                                                          | Caltex-Typentankstelle, Stahlbetonskelettbau mit segmentbogenförmigem Flugdach über Tankinsel mit integriertem Kassenhaus, von Walter Hämer, 1958 | D-5-64-000-2516 Wikidata | weitere Bilder |
| Erlenstegenstraße 39 (Standort)                             | Reparatur- und Waschhalle                                           | Stahlbetonskelettbau mit Flachdach, von Walter Hämer, 1958 | D-5-64-000-2516 Wikidata | weitere Bilder |
| Erlenstegenstraße 40 (Standort)                             | Villa                                                               | Dreigeschossiger Walmdachbau mit mittigem, halbrundem Eingangsrisalit, Putzbau mit Sandsteingliederung, in barockisierenden und expressionistischen Formen, von Otto Weiss, bezeichnet „1927“                                                                                          | D-5-64-000-430 Wikidata  | weitere Bilder |
| Erlenstegenstraße 40 (Standort)                             | Einfriedung                                                         | Steinmauer und Steinpfeiler mit Eisengittertoren, gleichzeitig | D-5-64-000-430 Wikidata  | weitere Bilder |
| Erlenstegenstraße 44 (Standort)                             | Villa                                                               | Zweigeschossiger Mansardwalmdachbau mit geschweiftem Zwerchgiebel, Risalit und Eingangsloggia mit von Balustermauer gesäumtem Zugangsweg, in neubarocken Formen, bezeichnet „1917“ | D-5-64-000-431 Wikidata  | weitere Bilder |
| Erlenstegenstraße 44 (Standort)                             | Einfriedung                                                         | Verputzte Betonmauer mit Tor und Lattenzaun, gleichzeitig | D-5-64-000-431 Wikidata  | weitere Bilder |
| Erlenstegenstraße 53 (Standort)                             | Villenartiges Wohnhaus in Ecklage                                   | Zweigeschossiger Walmdachbau mit Rundturm und Balkonen, im Stil der Neuen Sachlichkeit, von Ludwig Ruff, 1924 | D-5-64-000-432 Wikidata  | weitere Bilder |
| Erlenstegenstraße 53 (Standort)                             | Einfriedung                                                         | Bruchsteinmauer und Eisengitterzaun, von Otto Weiss, 1926 | D-5-64-000-432 Wikidata  | weitere Bilder |
| Erlenstegenstraße 54 (Standort)                             | Villa                                                               | Zweigeschossiger Walmdachbau mit Eckerker und Erdgeschoss-Loggia, in neubarocken und neuklassizistischen Formen, Haustür eingefasst von Spätjugendstil-Kacheln, um 1914 | D-5-64-000-433 Wikidata  | weitere Bilder |
| Erlenstegenstraße 89 (Standort)                             | Ehemaliges reichsstädtisches Forsthaus                              | Zweigeschossiger, traufständiger Satteldachbau mit Sandstein-Erdgeschoss und Fachwerk-Obergeschoss, 1759 | D-5-64-000-435 Wikidata  | weitere Bilder |
| Erlenstegenstraße 93 (Standort)                             | Wohnhaus                                                            | Eingeschossiger, traufständiger Satteldachbau mit Zwerchhaus, Mitte 19. Jahrhundert | D-5-64-000-436 Wikidata  | weitere Bilder |
| Erlenstegenstraße 95 (Standort)                             | Gasthaus Goldener Stern                                             | Zweigeschossiger Sandsteinquaderbau mit Walmdach und profiliertem Portal, bezeichnet „1744“ | D-5-64-000-437 Wikidata  | weitere Bilder |
| Erlenstegenstraße 106 (Standort)                            | Ehemaliges Vogtshaus                                                | Breit gelagerter, erdgeschossiger Satteldachbau mit Fachwerkgiebel, 1660 | D-5-64-000-438 Wikidata  | weitere Bilder |
| Erlenstegenstraße 108 (Standort)                            | Wohnhaus                                                            | Eingeschossiger, traufständiger Satteldachbau mit Zwerchhaus, im Kern 18. Jahrhundert, verändert Mitte 19. Jahrhundert | D-5-64-000-439 Wikidata  | weitere Bilder |
| Erlenstegenstraße 108, an westlicher Giebelseite (Standort) | Brunnenanbau                                                        | Steinbecken | D-5-64-000-439 Wikidata  | BW             |
| Erlenstegenstraße 111 (Standort)                            | Ehemaliges Groland-Schloss, später Herrensitz Scheurl’sches Schloss | Dreigeschossiger Sandsteinquaderbau mit Mansardwalmdach, im Kern 16. Jahrhundert, 1729/30 erheblich umgebaut | D-5-64-000-440 Wikidata  | weitere Bilder |
| Erlenstegenstraße 111                                       | Nebengebäude                                                        | Erste Hälfte 19. Jahrhundert | D-5-64-000-440           | BW             |
| Erlenstegenstraße 111 (Standort)                            | Garten                                                              | Mit Spuren einer historischen Gestaltung und Sockel einer Gartenfigur | D-5-64-000-440 Wikidata  | weitere Bilder |
| Erlenstegenstraße 112 (Standort)                            | Ehemaliges Bauernhaus                                               | Erdgeschossiger Sandsteinbau mit Satteldach, Fachwerkgiebel und Fachwerkzwerchgiebel, im Kern 18. Jahrhundert | D-5-64-000-441 Wikidata  | weitere Bilder |
| Erlenstegenstraße 112 (Standort)                            | Hoftor                                                              | Verputztes Sandsteinportal mit Balkendeckung | D-5-64-000-441 Wikidata  | weitere Bilder |
| Erlenstegenstraße 116/118 (Standort)                        | Martersäule „Böhmische Grenze“                                      | Sandsteinpfeiler mit Kunstsandsteintabernakel mit Kreuzigungs- und Schmerzensmanndarstellungen, Kopie nach Vorbild vom Ende des 15. Jahrhunderts, 1959, 1989/90 restauriert und durch Kunstsandsteintabernakel ersetzt                                                                 | D-5-64-000-442 Wikidata  | weitere Bilder |
| Grimmstraße 3 (Standort)                                    | Villa                                                               | Zweigeschossiger Walmdachbau mit gartenseitigem Mittelrisalit und expressionistischem Portal, von Leonhard Stolz, bezeichnet „1932“ | D-5-64-000-2840          | weitere Bilder |
| Grimmstraße 3 (Standort)                                    | Garteneinfriedung                                                   | | D-5-64-000-2840 Wikidata | BW             |
| Günthersbühler Straße 7 (Standort)                          | Ehemaliges Bauernhaus                                               | Zweigeschossiger, giebelständiger Sandsteinquaderbau mit Steilsatteldach, Trockenluken und Fachwerkobergeschoss und -giebel, 1721 | D-5-64-000-686 Wikidata  | weitere Bilder |
| Günthersbühler Straße 15 (Standort)                         | Ehemaliger Wölkern’scher Herrensitz                                 | Dreigeschossiger, teils verputzter Sandsteinquaderbau mit Mansarddach mit Schopf und giebelseitig angebrachtem Chörlein, im Kern nach 1600, 1725/26 aufgestockt, 1733 erheblich umgebaut, Chörlein 1910 hierher transloziert                                                           | D-5-64-000-687 Wikidata  | weitere Bilder |
| Günthersbühler Straße 25 (Standort)                         | Ehemaliges Tagelöhnerhaus                                           | Erdgeschossiger Sandsteinquaderbau mit Satteldach, zweites Viertel 19. Jahrhundert | D-5-64-000-688 Wikidata  | weitere Bilder |
| Günthersbühler Straße 81 (Standort)                         | Einfamilienhaus                                                     | Eingeschossiger, verputzter Massivbau mit übersteilem Satteldach, Zwerchhaus mit Pultdach und Freitreppe, an der Südseite überdachte Terrasse, Max Kälberer und Walter Zech, 1935; Wohnhaus Zech                                                                                       | D-5-64-000-4913          | BW             |
| Günthersbühler Straße 145 (Standort)                        | Schützenhaus Erlenstegen                                            | Weitläufiger Gruppenbau mit Schützenhaus, Schützenmuseum und Gasthaus, ein- und zweigeschossige Putzbauten mit Walm- und Satteldächern, Rundturm und Risaliten, Jugendstil, von Hans Müller, bezeichnet „1910–1911“                                                                    | D-5-64-000-689 Wikidata  | weitere Bilder |
| Günthersbühler Straße 145 (Standort)                        | Ausschank                                                           | Erdgeschossiger Putzbau mit Satteldach, querstehendem Anbau und hölzerner Vorhalle, Jugendstil, gleichzeitig | D-5-64-000-689 Wikidata  | BW             |
| Günthersbühler Straße 145 (Standort)                        | Reste der Einfriedung                                               | Torpfeiler und Torbogen, in Jugendstilformen, gleichzeitig | D-5-64-000-689 Wikidata  | BW             |
| Günthersbühler Straße 145 (Standort)                        | Brunnen                                                             | Brunnenbecken mit Skulptur eines jagenden Buben, umfasst von steinerner Sitzbank, gleichzeitig | D-5-64-000-689           | BW             |
| Hebelstraße 2 (Standort)                                    | Villa                                                               | Zweigeschossiger Walmdachbau auf hohem Sockelgeschoss mit segmentförmigem Bodenerker, Dachgauben und Ecklisenen, in barockisierenden Formen, von Josef und Hans Ochsenmayer, 1923 | D-5-64-000-731 Wikidata  | weitere Bilder |
| Hebelstraße 2 (Standort)                                    | Einfriedung                                                         | Verputzte Ziegelmauer und Eisengittertor, gleichzeitig | D-5-64-000-731 Wikidata  | weitere Bilder |
| Hubertusstraße 6/8 (Standort)                               | Doppelwohnhaus                                                      | Zweigeschossiger Walmdachbau mit symmetrisch angelegten, weit auskragenden Balkonen mit ebenfalls auskragender Überdachung, im Stil der Neuen Sachlichkeit, von Otto Ernst Schweizer, 1928/29                                                                                          | D-5-64-000-830 Wikidata  | weitere Bilder |
| Hubertusstraße 10 (Standort)                                | Wohnhaus                                                            | Zweigeschossiger Walmdachbau mit eingeschossigen Anbauten mit Balkonen an Süd- und Ostseite, im Stil der Neuen Sachlichkeit, von Otto Ernst Schweizer, 1929 | D-5-64-000-831 Wikidata  | weitere Bilder |
| Kohlbuckweg 9 (Standort)                                    | Wohnhaus                                                            | Eingeschossiger Satteldachbau mit ausgebautem Dach, mit zum Garten hin eingezogener, vollverglaster Südwestwand und mit nach Süden leicht versetzt angeordnetem Garagenbau mit Walmdach, von Sep Ruf, 1951–1953                                                                        | D-5-64-000-2393 Wikidata | weitere Bilder |
| Mörikestraße 4 (Standort)                                   | Villa                                                               | Zweigeschossiger Mansardwalmdachbau mit einseitigem Volutengiebel, Risalit mit Haubendach, Erkern, Zwerchhaus und Dachgauben, barockisierender Heimatstil, bezeichnet „1916“ | D-5-64-000-1350 Wikidata | weitere Bilder |
| Schlegelstraße 11 (Standort)                                | Villa                                                               | Zweigeschossiger Walmdachbau mit Fenstererkern, Treppenhausrisalit und Traufgesims, im Reformstil, Torbogen, von Johann Saueressig, 1912 | D-5-64-000-3929 Wikidata | weitere Bilder |
| Schlegelstraße 11 (Standort)                                | Torbogen                                                            | Von Johann Saueressig, 1912 | D-5-64-000-3929 Wikidata | weitere Bilder |
| Spitalhof 1 (Standort)                                      | Bauernhaus                                                          | Eingeschossiger Satteldachbau mit verputztem Sandsteinerdgeschoss, Volutengiebel an Westseite und Fachwerkgiebel an Ostseite, im Kern 18. Jahrhundert | D-5-64-000-1903 Wikidata | weitere Bilder |
| Spitalhof 1 (Standort)                                      | Kellerabgang                                                        | Sandsteinquaderbau mit Satteldach, bezeichnet „1686“ | D-5-64-000-1903 Wikidata | BW             |
| Spitalhof 3a/3b (Standort)                                  | Hofanlage: Bauernhaus                                               | Erdgeschossiger, traufständiger Sandsteinquaderbau mit Satteldach und Fachwerkgiebel an Ostseite, im Kern 18. Jahrhundert | D-5-64-000-1905 Wikidata | weitere Bilder |
| Spitalhof 3a/3B (Standort)                                  | Hofanlage: Stallgebäude                                             | Erdgeschossiger Sandsteinquaderbau mit Satteldach, bezeichnet „1752“ | D-5-64-000-1905 Wikidata | weitere Bilder |
| Gervinusstraße 7 (Standort)                                 | Hofanlage: Scheune                                                  | Verputzter Ziegelbau mit Steilsatteldach und Schopf, bezeichnet „1900“ | D-5-64-000-1905 Wikidata | weitere Bilder |
| Stielerstraße (Standort)                                    | Bärenbrunnen                                                        | Sandsteinfigur eines Bären mit Wappenschild auf Sockel über elliptisch geschwungenem Brunnenbecken, dahinter halbkreisförmig angelegte Bruchsteinmauer, Brunnen 1823, Bärenfigur 1909                                                                                                  | D-5-64-000-1564          | BW             |
| Voßstraße 19a (Standort)                                    | Ehemaliger Herrensitz Kressenschlösschen                            | Zweigeschossiger Mansarddachbau mit Schopf, 1791 | D-5-64-000-2065 Wikidata | weitere Bilder |
| Voßstraße 19a (Standort)                                    | Ziehbrunnen                                                         | Aus Sandstein und Gartenfigur, 18. Jahrhundert | D-5-64-000-2065 Wikidata | BW             |
| Zapfengasse 5 (Standort)                                    | Wohnhaus                                                            | Eingeschossiger Satteldachbau mit Fachwerkgiebel, Zwerchgiebel und Sandsteinsockel, 18. Jahrhundert, Veränderungen bezeichnet 1912 und 1930 | D-5-64-000-2197 Wikidata | weitere Bilder |
| Zapfengasse 5 (Standort)                                    | Hoftor                                                              | Sandsteinpfeiler und Eisengittertor, gleichzeitig; Nebengebäude, eingeschossiger Walmdachbau, gleichzeitig | D-5-64-000-2197 Wikidata | weitere Bilder |
| Zapfengasse 5 (Standort)                                    | Torhaus                                                             | Eingeschossiger Pyramidendachbau, 18. Jh. | D-5-64-000-2197 Wikidata | weitere Bilder |

### Mögeldorf
| Lage                                            | Objekt                                                                                             | Beschreibung | Akten-Nr.                | Bild           |
| ----------------------------------------------- | -------------------------------------------------------------------------------------------------- | --- | ------------------------ | -------------- |
| Bothmerstraße 2 (Standort)                      | Villa                                                                                              | zweigeschossiger Walmdachbau mit Giebelgauben und reichem Sandsteinportal, in barockisierenden Formen, von Fritz Mayer, bezeichnet „1936“ | D-5-64-000-243 Wikidata  | weitere Bilder |
| Bothmerstraße 2 (Standort)                      | Garage                                                                                             | Erdgeschossiger Walmdachbau, östlich an Villa angebaut, gleichzeitig | D-5-64-000-243 Wikidata  | weitere Bilder |
| Bothmerstraße 2 (Standort)                      | Einfriedung                                                                                        | Sandsteinpfeiler und Eisenzaun, gleichzeitig | D-5-64-000-243 Wikidata  | weitere Bilder |
| Bothmerstraße 43 (Standort)                     | Einfamilienhaus                                                                                    | Fertighaus, erdgeschossiger Satteldachbau in Stahlblech-Tafelbauweise auf gemauertem Sockel, von MAN-Gustavsburg, 1952 | D-5-64-000-2507 Wikidata | weitere Bilder |
| Bothmerstraße 45 (Standort)                     | Einfamilienhaus                                                                                    | Fertighaus, erdgeschossiger Satteldachbau in Stahlblech-Tafelbauweise auf gemauertem Sockel, von MAN-Gustavsburg, 1952 | D-5-64-000-2506 Wikidata | weitere Bilder |
| Christophstraße 17 (Standort)                   | Ehemalige Umspannstation                                                                           | Massivbau mit Mansardwalmdach und Dachgauben, in neubarocken Formen, vom Städtischen Hochbauamt Nürnberg, 1913; angebaut an das ehemalige Rathaus von Mögeldorf, siehe Freiligrathstraße 29 | D-5-64-000-355 Wikidata  | weitere Bilder |
| Föhrenstraße (Standort)                         | Martersäule                                                                                        | Sandsteinpfeiler mit Tabernakelaufsatz ohne Relief, wohl frühes 18. Jahrhundert | D-5-64-000-2824 Wikidata | weitere Bilder |
| Freiligrathstraße (Standort)                    | Ehemaliger Bahnhof Mögeldorf                                                                       | Ehemaliges Empfangsgebäude, zweigeschossiger, traufständiger Sandsteinquaderbau mit Satteldach, 1858 | D-5-64-000-505 Wikidata  | weitere Bilder |
| Freiligrathstraße 10 (Standort)                 | Lagerhalle                                                                                         | Traufständiger Massivbau mit Satteldach, 1877 | D-5-64-000-505 Wikidata  | weitere Bilder |
| Freiligrathstraße 29 (Standort)                 | Ehemaliges Rathaus Mögeldorf                                                                       | Zweigeschossiger Sandsteinquaderbau mit Walmdach, 1886, an die ehemalige Umspannstation angebaut, siehe Christophstraße 17 | D-5-64-000-506 Wikidata  | weitere Bilder |
| Kinkelstraße 2 (Standort)                       | Wohn- und Geschäftshaus in Ecklage                                                                 | Viergeschossiger Satteldachbau mit Eckkuppel, Sandsteinerdgeschoss und Erker mit geschweiftem Giebel, barockisierender Neuklassizismus, von Feichtinger und Scanzoni, bezeichnet „1916“ | D-5-64-000-992 Wikidata  | weitere Bilder |
| Kinkelstraße 12 (Standort)                      | Villa                                                                                              | Zweigeschossiger Walmdachbau auf hohem Sockelgeschoss mit Dacherkern, rückwärtig angebautem Rundturm und Sandsteintor mit Dreiecksgiebel, barockisierender Heimatstil, bezeichnet „1913“ | D-5-64-000-993 Wikidata  | weitere Bilder |
| Kinkelstraße 12 (Standort)                      | Pförtnerhaus                                                                                       | Erdgeschossiger Walmdachbau mit Zwerchhaus und Schleppgauben, über Tordurchfahrt mit Villa verbunden, gleichzeitig | D-5-64-000-993 Wikidata  | weitere Bilder |
| Kirchenberg 1 (Standort)                        | Ehemalige Papiermühle, später Kunstmühle Satzinger                                                 | Mehrteilige Anlage, dreigeschossiger Hauptbau mit Steilsatteldach und Schleppgauben und mehreren zweigeschossigen Anbauten mit Sattel- und Walmdach, teilweise verputzte Sandsteinbauten, im Kern Ende 16. Jahrhundert, 1951/52 von Fritz Mayer wiederaufgebaut | D-5-64-000-485 Wikidata  | weitere Bilder |
| Kirchenberg 5 (Standort)                        | Ehemaliges Baderhaus                                                                               | Eingeschossiger, traufständiger Satteldachbau mit Fachwerk-Zwerchhaus, teils Fachwerkbau auf Sandsteinsockel, teils Sandsteinquaderbau, 17. Jahrhundert | D-5-64-000-996 Wikidata  | weitere Bilder |
| Kirchenberg 7 (Standort)                        | Ehemaliges Hallerschloss                                                                           | Viergeschossiger Satteldachbau mit drei massiven Untergeschossen mit Eckstreben, Fachwerkobergeschoss und Aufzugsgaube, 1482 oder dendrochronologisch datiert 1502, um 1669 umgebaut, Ende 17. Jahrhundert Dachumbau | D-5-64-000-997 Wikidata  | weitere Bilder |
| Kirchenberg 9 (Standort)                        | Imhoffscher Bau                                                                                    | Wohngebäude, zweigeschossiger Satteldachbau auf hohem massivem Sockel mit Aufzugsgaube mit Schopfwalm und Schleppgauben, Fachwerk und Sandstein, 1691, 1977 erneuert | D-5-64-000-998 Wikidata  | weitere Bilder |
| Kirchenberg 11 (Standort)                       | Nebengebäude des ehemaligen Hallerschlosses                                                        | Schmaler, zweigeschossiger Massivbau mit Fachwerkobergeschoss und Schopfwalm, im Kern 17. Jahrhundert, um 1900 umgebaut | D-5-64-000-999 Wikidata  | weitere Bilder |
| Kirchenberg 13 (Standort)                       | Evangelisch-lutherisches Pfarrhaus                                                                 | Zweigeschossiger Sandsteinquaderbau mit Halbwalmdach und Fachwerk-Aufzugsgaube mit Schopfwalm, im Kern zweite Hälfte 17. Jahrhundert, im 19. Jahrhundert umgebaut | D-5-64-000-1000 Wikidata | weitere Bilder |
| Kirchenberg 13 (Standort)                       | Pfarrgarten                                                                                        | 18./19. Jahrhundert | D-5-64-000-1000 Wikidata | BW             |
| Kirchenberg 13 (Standort)                       | Pfarrgarteneinfriedung                                                                             | Sandsteinquadermauer, teilweise verputzt, 18./19. Jahrhundert | D-5-64-000-1000 Wikidata | weitere Bilder |
| Kirchenberg 13 (Standort)                       | Pavillon                                                                                           | Zweigeschossiger Walmdachbau mit Fachwerkerker und aufgesetzter offener Fachwerkloggia, 18./19. Jahrhundert | D-5-64-000-1000 Wikidata | weitere Bilder |
| Kirchenberg 15 (Standort)                       | Evangelisch-lutherische Pfarrkirche St. Nikolaus und Ulrich                                        | Sandsteinquaderbau mit Steilsatteldach, Vorhalle, polygonalem Chor mit Kreuzrippengewölbe, neugotischem Hauptportal und Glockenturm mit Spitzhelm, Chor im Kern wohl 14. Jahrhundert, um 1414/16 Errichtung des Langhauses, 1901/02 Restaurierung und Anbau eines Westchores; mit Ausstattung                                                                       | D-5-64-000-1001 Wikidata | weitere Bilder |
| Kirchenberg 15 (Standort)                       | Friedhof                                                                                           | Uum 1415 angelegt, mit Grabmälern des 18./19. Jahrhunderts | D-5-64-000-1001 Wikidata | weitere Bilder |
| Kirchenberg 15 (Standort)                       | Friedhofsbefestigung                                                                               | Bruchsteinmauer, erste Hälfte 15. Jahrhundert | D-5-64-000-1001 Wikidata | weitere Bilder |
| Laufamholzstraße 5 (Standort)                   | Wohn- und Geschäftshaus in Ecklage                                                                 | Zweigeschossiger traufständiger Satteldachbau mit Sandsteinerdgeschoss, polygonalem Sandsteineckerker und Giebelgauben, bezeichnet „1663“, Erneuerung bezeichnet „1913“ | D-5-64-000-1175 Wikidata | weitere Bilder |
| Laufamholzstraße 6 (Standort)                   | Ehemaliges Bauernhaus                                                                              | Erdgeschossiger, giebelständiger Satteldachbau mit Zwerchgiebel, um 1700 | D-5-64-000-1176 Wikidata | weitere Bilder |
| Laufamholzstraße 9 (Standort)                   | Ehemaliges Gasthaus Roter Ochse, später Verwaltungsgebäude der Noris-Weinbrennerei, jetzt Wohnhaus | Zweigeschossiger traufständiger Putzbau mit Satteldach, Fachwerk-Zwerchgiebel, Rundbogenportal und Wappenrelief, im Kern 17. Jahrhundert, zweite Hälfte 19. Jahrhundert umgebaut | D-5-64-000-1177 Wikidata | weitere Bilder |
| Laufamholzstraße 10 (Standort)                  | Ehemalige Schmiede                                                                                 | Zweigeschossiger, traufständiger Satteldachbau mit Sandsteinerdgeschoss, Fachwerkobergeschoss, Eckrustika, Aufzugserker mit Schopfwalm, Fachwerk-Ostgiebel und Sandsteinwestgiebel mit Voluten, bezeichnet „1686“ | D-5-64-000-1178 Wikidata | weitere Bilder |
| Laufamholzstraße 11 (Standort)                  | Reste des ehemals zum Schmausenschloss gehörigen Klösslhofes: Kleinhaus                            | Erdgeschossiger, verputzter Satteldachbau mit Fachwerkgiebel, im Kern 17. Jahrhundert | D-5-64-000-1179 Wikidata | weitere Bilder |
| Laufamholzstraße 13a (Standort)                 | Reste des ehemals zum Schmausenschloss gehörigen Klösslhofes: Kleines Hofhaus                      | Erdgeschossiger, giebelständiger Satteldachbau, Fachwerk und Sandstein, bezeichnet „1707“ | D-5-64-000-1179 Wikidata | weitere Bilder |
| Laufamholzstraße 11a (Standort)                 | Reste des ehemals zum Schmausenschloss gehörigen Klösslhofes: Ehemalige Scheune                    | Erdgeschossiger, traufständiger Fachwerkbau mit Satteldach, 17./18. Jahrhundert | D-5-64-000-1179 Wikidata | weitere Bilder |
| Laufamholzstraße 13 (Standort)                  | Reste des ehemals zum Schmausenschloss gehörigen Klösslhofes: Reste der alten Hofmauer             | Mit Torpfeilern, Sandstein, wohl 17./18. Jahrhundert | D-5-64-000-1179 Wikidata | weitere Bilder |
| Laufamholzstraße 14 (Standort)                  | Ehemaliges Handwerkerhaus in Ecklage                                                               | Erdgeschossiger, verputzter Sandsteinbau mit Satteldach und Fachwerk-Giebelgauben, um 1726, Dachaufbauten Ende 19. Jahrhundert | D-5-64-000-1180 Wikidata | weitere Bilder |
| Lindnerstraße 7 (Standort)                      | Katholische Pfarrkirche St. Karl Borromäus                                                         | Backsteinbau mit Satteldach, halbrunder Chorapsis und westwerkähnlicher Westfassade mit Turmaufsätzen und Gesimsgliederung, dreischiffige, flachgedeckte Basilika mit Betonempore und Krypta, expressionistisch mit Anklängen an romanische Basiliken, von Fritz Fuchsenberger, 1926/27, Umbau der Krypta von Paul Eck 1988/89; mit Ausstattung                     | D-5-64-000-1203 Wikidata | weitere Bilder |
| Lindnerstraße 7 (Standort)                      | Einfriedung                                                                                        | Backsteinmauer und Eisenzaun, gleichzeitig | D-5-64-000-1203 Wikidata | BW             |
| Lindnerstraße 9 (Standort)                      | Katholisches Pfarrhaus                                                                             | Zweigeschossiger Mansardwalmdachbau mit Gurtgesims, Dachgauben und halbrundem Eckerker, in barockisierenden Formen, bezeichnet „1925“ | D-5-64-000-1204 Wikidata | weitere Bilder |
| Lindnerstraße 9 (Standort)                      | Tor                                                                                                | Steinernes Pfostentor mit Aufsätzen, gleichzeitig | D-5-64-000-1204 Wikidata | weitere Bilder |
| Mögeldorfer Hauptstraße 1 (Standort)            | Villa                                                                                              | Zweigeschossiger Satteldachbau mit Risalit, turmartigen Anbau mit Fachwerk und Pyramidendach, Eckturm mit Haubendach und Wetterfahne, Dachgauben mit Krüppelwalmdach und hölzerner Loggia an Giebelseite, Heimatstil, bezeichnet „1902“ | D-5-64-000-1341 Wikidata | weitere Bilder |
| Mögeldorfer Hauptstraße 5 (Standort)            | Wohnhaus                                                                                           | Zweigeschossiger Sandsteinbau mit Walmdach und Gurtgesims, Mitte 19. Jahrhundert | D-5-64-000-1342 Wikidata | weitere Bilder |
| Mögeldorfer Hauptstraße 7 (Standort)            | Wohnhaus                                                                                           | Zweigeschossiger Sandsteinquaderbau mit Walmdach und Fledermausgauben, Mitte 19. Jahrhundert | D-5-64-000-1343 Wikidata | weitere Bilder |
| Mögeldorfer Hauptstraße 45 (Standort)           | Wohnhaus                                                                                           | Erdgeschossiger traufständiger Sandsteinquaderbau mit Satteldach, Fachwerkgiebel mit Wetterfahne und Fachwerk-Zwerchhaus, im Kern 16./17. Jahrhundert | D-5-64-000-1344 Wikidata | weitere Bilder |
| Mögeldorfer Hauptstraße 47 (Standort)           | Ehemalige Hofanlage: Gaststätte Doktorshof                                                         | Erdgeschossiger giebelseitiger Satteldachbau mit Fachwerkgiebel und Giebelgauben, 18. Jahrhundert | D-5-64-000-1345 Wikidata | weitere Bilder |
| Mögeldorfer Hauptstraße 47 (Standort)           | Ehemalige Hofanlage: ehemaliges Stallgebäude                                                       | Erdgeschossiger giebelseitiger Sandsteinbau mit Fachwerkgiebel, bezeichnet 1754, im Kern 1653 (dendrochronologisch datiert) | D-5-64-000-1345 Wikidata | weitere Bilder |
| Mögeldorfer Hauptstraße 55 (Standort)           | Ehemaliger Herrensitz Baderschloss                                                                 | Dreiflügelanlage mit Innenhof: Wohnhaus, zweigeschossiger Sandsteinquaderbau mit Mansarddach mit Schopf, Walmdachgauben und Korbbogenportal, im Kern 1612, 1795 umgebaut | D-5-64-000-1346 Wikidata | weitere Bilder |
| Mögeldorfer Hauptstraße 55 (Standort)           | Ehemaliger Herrensitz Baderschloss: Ehemaliges Ökonomiegebäude                                     | Langgestreckter, zweigeschossiger Sandsteinquaderbau mit Satteldach, Fachwerk-Ladegaube mit Schopfwalm und straßenseitigem Volutengiebel, wohl 17. Jahrhundert | D-5-64-000-1346 Wikidata | weitere Bilder |
| Mögeldorfer Hauptstraße 55 (Standort)           | Ehemaliger Herrensitz Baderschloss: Ehemaliges Ökonomiegebäude                                     | Zweigeschossiger traufseitiger Sandsteinquaderbau mit Satteldach und Volutengiebel, wohl 17. Jahrhundert | D-5-64-000-1346 Wikidata | weitere Bilder |
| Mögeldorfer Hauptstraße 55 (Standort)           | Ehemaliger Herrensitz Baderschloss: Hoftor                                                         | Sandsteinpfeiler mit Gebälkstücken, um 1795 | D-5-64-000-1346 Wikidata | weitere Bilder |
| Mögeldorfer Hauptstraße 57 (Standort)           | Wohnhaus                                                                                           | Erdgeschossiger giebelständiger Satteldachbau, im Kern 17./18. Jahrhundert | D-5-64-000-1347 Wikidata | weitere Bilder |
| Mögeldorfer Hauptstraße 59 (Standort)           | Ehemaliges Gasthaus Schwarzer Adler                                                                | Zweigeschossiger giebelständiger Sandsteinquaderbau mit Schopfwalm und Fachwerkgiebel, am Hinterhaus hölzerne Altane, im Kern dendrochronologisch datiert 1583, Umbauten bezeichnet „1624“ und „1671“, Hinterhaus dendrochronologisch datiert 1726 | D-5-64-000-1348 Wikidata | weitere Bilder |
| Mögeldorfer Hauptstraße 59 (Standort)           | Ehemalige Scheune                                                                                  | Erdgeschossiger Sandsteinbau mit Satteldach, 1836 | D-5-64-000-1348 Wikidata | weitere Bilder |
| Mögeldorfer Hauptstraße 62 (Standort)           | Mietshaus in Ecklage                                                                               | Dreigeschossiger Satteldachbau mit Sandsteinerdgeschoss, Zwerchgiebel mit Krüppelwalm, Erker, Eckturmaufsatz mit Spitzhelm und Fachwerk-Dachgauben, historisierend mit Jugendstilelementen, von Fritz Haas, 1910 | D-5-64-000-2327 Wikidata | weitere Bilder |
| Mögeldorfer Hauptstraße 63 (Standort)           | Gasthaus Zur Friedenslinde                                                                         | Zweigeschossiger giebelständiger Fachwerkbau mit Satteldach und angebautem, erdgeschossigem Sandsteinquaderbau mit Satteldach, im Kern 17./18. Jahrhundert, Anbau bezeichnet „1764“ | D-5-64-000-1349 Wikidata | weitere Bilder |
| Schmausenbuckstraße 14 (Standort)               | Ehemaliger Herrensitz Holzschuher Jagdschloss, später Gasthaus Volksgarten                         | Dreigeschossiger Satteldachbau mit Fachwerkobergeschossen, Fachwerk-Zwerchgiebeln und erdgeschossigem Saalanbau mit Satteldach, 18. Jahrhundert, Saalanbau 1864 | D-5-64-000-1772 Wikidata | weitere Bilder |
| Schmausenbuckstraße 62 (Standort)               | Villa                                                                                              | Zweigeschossiger Putzbau mit Walmdach, Eisenbalkonen und expressionistischem Dekor, 1927 | D-5-64-000-1774 Wikidata | weitere Bilder |
| Schmausenbuckstraße 67 (Standort)               | Villa                                                                                              | Zweigeschossiger Sandsteinbau mit Walmdach, Mittelrisalit und Standerker, neuklassizistisch, um 1860/70 | D-5-64-000-1775 Wikidata | weitere Bilder |
| Schmausenbuckstraße 67 (Standort)               | Einfriedung                                                                                        | Sandsteinpfeiler und Pfeilergitterzaun, gleichzeitig; hierher versetzt | D-5-64-000-1775 Wikidata | weitere Bilder |
| Schmausenbuckstraße 70 (Standort)               | Mietshaus                                                                                          | Dreigeschossiger Walmdachbau mit Sandsteingliederung, Loggien, Erkern, Dachgauben mit Krüppelwalmdach, Zwerchgiebel und Treppenturm mit Haubendach, reduzierter Neu-Nürnberger-Stil, von Valentin Nickel, 1905 | D-5-64-000-2351 Wikidata | weitere Bilder |
| Siedlerstraße 37 (Standort)                     | Schulhaus                                                                                          | zweigeschossiger, verputzter Ziegelsteinbau mit Walmdach, Robert Erdmannsdorffer, 1929–30 | D-5-64-000-4881          | weitere Bilder |
| Thusneldastraße 5 (Standort)                    | Thusnelda-Schule                                                                                   | Zweiflügeliger, dreigeschossiger Putzbau mit Satteldach, Sandsteinsockel, Schweifgiebel, Dachgauben, Zwerchgiebel und hohem Uhrenturm mit Pyramidendach, Spätjugendstil, vom Städtischen Hochbauamt Nürnberg wohl unter Beteiligung von Georg Kuch, bezeichnet „1914“                                                                                               | D-5-64-000-2359 Wikidata | weitere Bilder |
| Tiefäckerstraße 10 (Standort)                   | Villa                                                                                              | Eingeschossiger, beidseitig abgewalmter Mansarddachbau mit Seitenrisalit und Zwerchhaus, im Süden und Osten je eine Eingangsvorhalle, von Hans Müller, 1912 | D-5-64-000-4788 Wikidata | weitere Bilder |
| Ziegenstraße 3 (Standort)                       | Ehemaliger Herrensitz Cnopf’sches bzw. Link’sches Schloss                                          | Dreigeschossiger Sandsteinquaderbau mit Satteldach, Volutengiebeln, hölzernen Ecktürmchen und profiliertem Rundbogenportal mit vorgeblendeter Ädikula, 1517, Umbauten bezeichnet „1669“, „1699“ und „1733“, um 1878/80 umgebaut und erneuert | D-5-64-000-2215 Wikidata | weitere Bilder |
| Ziegenstraße 3, 5 (Standort)                    | Ehemaliger Herrensitz Cnopf’sches bzw. Link’sches Schloss: Schlosspark                             | mit Ausstattung, zweite Hälfte 17. Jahrhundert | D-5-64-000-2215 Wikidata | weitere Bilder |
| Ziegenstraße 3 / 5 (Standort)                   | Ehemaliger Herrensitz Cnopf’sches bzw. Link’sches Schloss: Einfriedung                             | Barocke Sandsteinmauer mit Tor, 17. Jahrhundert | D-5-64-000-2215 Wikidata | weitere Bilder |
| Ziegenstraße 3 / 5 (Standort)                   | Ehemaliger Herrensitz Cnopf’sches bzw. Link’sches Schloss: Befestigungsmauer                       | Talseitig anschließend mittelalterliche Befestigungsmauer aus Bruchstein mit Wehrgang und Fachwerktrakt mit Satteldach | D-5-64-000-2215 Wikidata | weitere Bilder |
| Ziegenstraße 8 (Standort)                       | Ehemaliges Nebengebäude des ehemaligen Gasthauses Roter Ochse                                      | Zweigeschossiger traufseitiger Satteldachbau, hofseitig mit Balustergalerie und Rundbogenportal, bezeichnet „1687“ | D-5-64-000-2216 Wikidata | weitere Bilder |
| Ziegenstraße 12 (Standort)                      | Ehemaliger Herrensitz Schmausenschloss                                                             | Zweigeschossiger Sandsteinquaderbau mit Satteldach, Volutengiebeln, Eckrustika, Giebelgauben und traufseitigem polygonalem Treppenturm, bezeichnet „1682“ | D-5-64-000-2217 Wikidata | weitere Bilder |
| Ziegenstraße 12, Laufamholzstraße 35 (Standort) | Ehemaliger Herrensitz Schmausenschloss: Ehemaliger Schlosspark                                     | Zweite Hälfte 17. Jahrhundert | D-5-64-000-2217          | BW             |
| Laufamholzstraße 35 (Standort)                  | Ehemaliger Herrensitz Schmausenschloss: Gartenpavillon                                             | Erdgeschossiger Sandsteinquaderbau mit Walmdach mit Eckpilastern und reichem Dekor, zweite Hälfte 18. Jahrhundert | D-5-64-000-2217 Wikidata | weitere Bilder |
| Laufamholzstraße 35 (Standort)                  | Ehemaliger Herrensitz Schmausenschloss: Gartenmauer                                                | mit Hauptportal an Westseite und Rechteckportal an Südwestseite, Sandsteinquadermauer mit gerundeten Decksteinen, Sandsteinpfeiler mit Gebälkstücken, zweite Hälfte 18. Jahrhundert, Rechteckportal bezeichnet „1768“ | D-5-64-000-2217 Wikidata | weitere Bilder |
| Ziegenstraße 20 (Standort)                      | Ehemaliges Voitenhaus                                                                              | Ehemals zum Schmausenschloss gehörendes Verwaltungsgebäude, Wohnhaus mit Ökonomieanbau, erdgeschossiger giebelständiger Sandsteinquaderbau mit Eckpilastern, Satteldach und traufseitigem erdgeschossigem Mansarddachbau mit Dachgauben, im Kern 16. Jahrhundert, Umbau um 1680, bezeichnet „1765“, integrierter Fachwerk-Pavillon dendrochronologisch datiert 1728 | D-5-64-000-2508 Wikidata | weitere Bilder |
| Ziegenstraße 20, im Garten (Standort)           | Kelleranlage                                                                                       | Wohl 16. Jahrhundert | D-5-64-000-2508          | BW             |
| Ziegenstraße 20 (Standort)                      | Pumpschwengelbrunnen                                                                               | Zweite Hälfte 19. Jahrhundert | D-5-64-000-2508 Wikidata | BW             |
| Ziegenstraße 27 (Standort)                      | Ehemaliges Bäckeranwesen                                                                           | Zweigeschossiger, giebelständiger Sandsteinquaderbau mit Volutengiebel, bossiertem Rundbogenportal und Kartuschen bezeichnet „1754“ | D-5-64-000-2218 Wikidata | weitere Bilder |
| Ziegenstraße 27 (Standort)                      | Scheune                                                                                            | Erdgeschossiger, giebelständiger Steilsatteldachbau mit Fachwerkgiebel, 18./19. Jahrhundert | D-5-64-000-2218 Wikidata | weitere Bilder |

### Ebensee
| Lage                                          | Objekt                                                | Beschreibung | Akten-Nr.                | Bild           |
| --------------------------------------------- | ----------------------------------------------------- | --- | ------------------------ | -------------- |
| Blumröderstraße 10 (Standort)                 | Holzhaus                                              | zweigeschossiges, in Hohlwandbauweise ausgeführtes Einfamilienhaus mit überstehendem Walmdach und Brettverschalung, an der Westseite eingeschossiger Verandaanbau, von Höntsch & Co, 1931                                                                            | D-5-64-000-4794 Wikidata | weitere Bilder |
| Ebenseestraße 2a/4 (Standort)                 | Doppelhaus der Villenkolonie Ebensee                  | Erdgeschossiger Mansardwalmdachbau mit Risalit, Dacherkern und Gauben, in barockisierenden Formen, von Popp & Weisheit, bezeichnet „1912“ | D-5-64-000-2295 Wikidata | weitere Bilder |
| Ebenseestraße 3; Kapferstraße 4/6 (Standort)  | Reihenhausgruppe der Villenkolonie Ebensee in Ecklage | Asymmetrisch gegliederter, zweigeschossiger Putzbau mit Satteldach, Mittelrisalit mit Walmdach, Erkern und giebelständigen Eckbauten, Jugendstil, von Popp & Weisheit, bezeichnet „1913/1914“                                                                        | D-5-64-000-942 Wikidata  | weitere Bilder |
| Ebenseestraße 5, 7 (Standort)                 | Doppelhaus der Villenkolonie Ebensee                  | Erdgeschossiger, traufständiger Mansarddachbau mit Dacherkern mit Segmentgiebeln, in barockisierenden Formen, von Popp & Weisheit, um 1912 | D-5-64-000-2297 Wikidata | weitere Bilder |
| Im Weller 29 (Standort)                       | Villa                                                 | Erdgeschossiger Mansardwalmdachbau mit Erkern, Zwerchhaus und Dachgauben, Putzbau mit Sandsteingliederung, in barockisierenden und expressionistischen Formen, von Johann Hertlein, 1899/1901, bezeichnet „1921“, erweitert und umgebaut                             | D-5-64-000-2453 Wikidata | weitere Bilder |
| Kapferstraße 8–14 (gerade Nummern) (Standort) | Reihenhausgruppe der Villenkolonie Ebensee            | Asymmetrisch gegliederter Putzbau, teils zweigeschossig und traufständig mit Satteldach (Nr. 8/10), teils erdgeschossig mit Mansarddach, Risalit mit Rundgiebel und Zwerchgiebel mit Schopf (Nr. 12/14), Jugendstil, von Popp & Weisheit, bezeichnet „1914“ (Nr. 12) | D-5-64-000-2320 Wikidata | weitere Bilder |
| Kapferstraße 13 (Standort)                    | Einfamilienhaus                                       | zweigeschossiger Zeltdachbau mit runden Eckbodenerkern, im Stil der reduzierten Sachlichkeit, von Martin Macher, 1928 | D-5-64-000-4799 Wikidata | weitere Bilder |
| Schilfstraße 5, 7 (Standort)                  | Doppelhaus der Villenkolonie Ebensee                  | Erdgeschossiger Mansardwalmdachbau mit Dacherkern und Gauben, in barockisierenden Formen, von Popp & Weisheit, um 1910/14 | D-5-64-000-2344 Wikidata | weitere Bilder |

### Laufamholz
| Lage                               | Objekt                                           | Beschreibung | Akten-Nr.                | Bild           |
| ---------------------------------- | ------------------------------------------------ | --- | ------------------------ | -------------- |
| Am Herrenwäldchen 2 (Standort)     | Landhaus                                         | Zweigeschossiger Walmdachbau mit Schweifgiebel und geschlossener Fachwerkloggia, Heimatstil, nach Planung des Bautechnischen Büros Laufamholz, um 1910, verändert um 1925                                                                                          | D-5-64-000-2269 Wikidata | weitere Bilder |
| Am Herrenwäldchen 5 (Standort)     | Landhaus                                         | Eingeschossiger, giebelständiger Mansarddachbau mit Fußwalm und Dacherkern, Heimatstil, nach Planung des Bautechnischen Büros Laufamholz, 1910/11 | D-5-64-000-2270 Wikidata | weitere Bilder |
| Am Herrenwäldchen 8 (Standort)     | Landhaus                                         | Zweigeschossiger Walmdachbau mit Risaliten und Fachwerkelementen, an Ostseite eingeschossiger Anbau mit flachem Walmdach, Heimatstil, nach Planung des Bautechnischen Büros Laufamholz, 1910, 1929 erweitert                                                       | D-5-64-000-2271 Wikidata | weitere Bilder |
| Am Herrenwäldchen 8 (Standort)     | Einfriedung                                      | Pfeilerzaun, gleichzeitig | D-5-64-000-2271 Wikidata | BW             |
| Am Herrenwäldchen 10/12 (Standort) | Zweifamilienhaus                                 | Asymmetrisch gegliederter, zweigeschossiger Mansarddachbau mit Risalit, Bodenerker, Balkon und Fachwerk-Dachgaube, Heimatstil, nach Planung des Bautechnischen Büros Laufamholz, 1910, 1933/35 verändert                                                           | D-5-64-000-2272 Wikidata | weitere Bilder |
| Am Herrenwäldchen 11 (Standort)    | Landhaus                                         | Eingeschossiger, giebelständiger Mansarddachbau mit Schopf, Bodenerker und Dacherker, Heimatstil, nach Planung des Bautechnischen Büros Laufamholz, 1910 | D-5-64-000-2273 Wikidata | weitere Bilder |
| Am Herrenwäldchen 15 (Standort)    | Landhaus                                         | Eingeschossiger, traufständiger Mansarddachbau mit Dacherker, Heimatstil, nach Planung des Bautechnischen Büros Laufamholz, 1910 | D-5-64-000-2274 Wikidata | weitere Bilder |
| Am Herrenwäldchen 17 (Standort)    | Landhaus                                         | Eingeschossiger, traufständiger Mansarddachbau mit zweifachem Fußwalm und großem Dacherker, Heimatstil, nach Planung des Bautechnischen Büros Laufamholz, 1910 | D-5-64-000-2275 Wikidata | weitere Bilder |
| Heuchlinger Straße 15 (Standort)   | Katholische Filialkirche St. Otto                | Viereckiger Zentralbau mit Pyramidendach, farbig verglasten Betonbausteinwänden und Glockenturm mit obeliskenartigem Turmhelm über Windfang, von Peter Leonhardt, Entwurf 1963, Ausführung 1965/66; mit Ausstattung                                                | D-5-64-000-2484 Wikidata | weitere Bilder |
| In der Finstermail 11 (Standort)   | Landhaus                                         | Zweigeschossiger Satteldachbau mit Zwerchgiebeln, von Matthäus Fiedler, 1910 | D-5-64-000-2319 Wikidata | weitere Bilder |
| Laufamholzstraße 197 (Standort)    | Einfamilienhaus                                  | Fertighaus, erdgeschossiger Satteldachbau in Stahlblech-Tafelbauweise auf gemauertem Sockel, von MAN-Gustavsburg, 1951 | D-5-64-000-2394 Wikidata | weitere Bilder |
| Laufamholzstraße 199 (Standort)    | Einfamilienhaus                                  | Fertighaus, erdgeschossiger Satteldachbau in Stahlblech-Tafelbauweise auf gemauertem Sockel, von MAN-Gustavsburg, 1951 | D-5-64-000-2395 Wikidata | weitere Bilder |
| Laufamholzstraße 201 (Standort)    | Einfamilienhaus                                  | Fertighaus, erdgeschossiger Satteldachbau in Stahlblech-Tafelbauweise auf gemauertem Sockel, von MAN-Gustavsburg, 1951/52, 1958 von Hans Fiedler erweitert | D-5-64-000-2396 Wikidata | weitere Bilder |
| Laufamholzstraße 370 (Standort)    | Grenzstein                                       | Eine von sieben Sandsteinstelen, mit Betonsockel sowie mit der Aufschrift Nürnberg und dem Stadtwappen in farbigem Steinmosaik, 1951 Weitere Standorte: Erlanger Straße, Äußere Bayreuther Straße, Erlenstegenstraße, B 4, Münchener Straße, Mühlhofer Hauptstraße | D-5-64-000-2975 Wikidata | weitere Bilder |
| Moritzbergstraße 36 (Standort)     | Ehemaliges Bauernhaus                            | Erdgeschossiger, giebelständiger Steilsatteldachbau mit Sandsteinfassade, profiliertem Segmentbogenportal und Fachwerkgiebel, im Kern 17. Jahrhundert, durch Anbauten des 20. Jahrhunderts verändert                                                               | D-5-64-000-1360 Wikidata | weitere Bilder |
| Moritzbergstraße 50, 52 (Standort) | Ehemaliger Herrensitz Laufamholz, jetzt Forstamt | Zweigeschossiger Sandsteinquaderbau mit Satteldach und Volutengiebeln, bezeichnet „1724“ | D-5-64-000-1361 Wikidata | weitere Bilder |
| Moritzbergstraße 50 (Standort)     | Gartenmauer                                      | Mit Torpfeilern, Sandstein, Anfang 18. Jahrhundert | D-5-64-000-1361 Wikidata | weitere Bilder |
| Moritzbergstraße 51 (Standort)     | Wohnhaus                                         | Zweigeschossiger, giebelständiger Sandsteinquaderbau mit Satteldach und Schleppgauben, bezeichnet „1826“, im Kern 1586/87 (dendrochronologisch datiert) | D-5-64-000-1362 Wikidata | weitere Bilder |
| Moritzbergstraße 62 (Standort)     | Evangelisch-lutherische Pfarrkirche Heilig Geist | Als Notkirche aus zwei Baracken errichtet, hölzerner Satteldachbau mit je vier verputzten Strebepfeilern und massivem Fassadenturm mit offenem Fachwerkglockengeschoss und Pyramidendach, nach Plänen der Architekten Weiß und Mischke, 1945–1948; mit Ausstattung | D-5-64-000-2489 Wikidata | weitere Bilder |
| Winner Zeile 15 (Standort)         | Ehemaliges Wohnstallhaus                         | Erdgeschossiger, giebelständiger Sandsteinbau mit Satteldach, profiliertem Rundbogenportal und zweigeschossigem Zwerchgiebel mit Fachwerkobergeschoss, bezeichnet „1694“, Anbau des Zwerchgiebels Mitte 19. Jahrhundert                                            | D-5-64-000-2165 Wikidata | weitere Bilder |
| Winner Zeile 15 (Standort)         | Scheune                                          | Erdgeschossiger Steilsatteldachbau, Mitte 19. Jahrhundert | D-5-64-000-2165 Wikidata | weitere Bilder |
| Winner Zeile 15 (Standort)         | Torpfeiler                                       | Sandstein, 19. Jahrhundert | D-5-64-000-2165 Wikidata | weitere Bilder |

### Unterbürg
| Lage                                 | Objekt                                                            | Beschreibung | Akten-Nr.                | Bild           |
| ------------------------------------ | ----------------------------------------------------------------- | --- | ------------------------ | -------------- |
| Laufamholzer Kirchensteig (Standort) | Brunnenstube                                                      | In den Hang gebauter Sandsteinquaderbau mit Giebel, Restbau der Kapelle zur Schmerzhaften Mutter, 1498 | D-5-64-000-2362 Wikidata | weitere Bilder |
| Unterbürger Straße 26 (Standort)     | Ehemaliger Herrensitz Schloss Unterbürg, ehemaliges Wasserschloss | Viergeschossiger, an Südseite abgewalmter, massiver Satteldachbau mit hohem Eckturm mit Spitzhelm, Scharwachttürmchen und gusseiserner Altane, im Kern 13/14. Jahrhundert, Anfang 17. Jahrhundert umgebaut, neugotische Umgestaltung und Anbau der Altane nach 1885 | D-5-64-000-1974 Wikidata | weitere Bilder |

### Oberbürg
| Lage                                        | Objekt                            | Beschreibung | Akten-Nr.                | Bild           |
| ------------------------------------------- | --------------------------------- | --- | ------------------------ | -------------- |
| Oberbürger Straße 1 / Pegnitzweg (Standort) | Ehemaliges Wasserschloss Oberbürg | Umfassungsmauern des ehemaligen Herrenhauses, Sandstein, im Kern Anfang 16. Jahrhundert, um 1563 und um 1700 erweitert                                                           | D-5-64-000-1410 Wikidata | weitere Bilder |
| Oberbürger Straße 1 / Pegnitzweg (Standort) | Ehemaliger Wirtschaftshof         | Dreiflügeliger, erdgeschossiger Sandsteinquader- und Ziegelbau mit Satteldach und rustizierten Toren, im Kern um 1563, 17. Jahrhundert erweitert, 1966 teilweise wiederaufgebaut | D-5-64-000-1410 Wikidata | weitere Bilder |
| Oberbürger Straße 1 / Pegnitzweg (Standort) | Teile der Umfassungsmauern        | Mit Rundtürmen und Torpfeilern, Sandstein, 16. Jahrhundert | D-5-64-000-1410 Wikidata | weitere Bilder |

### Hammer
| Lage                                                | Objekt                                                                  | Beschreibung | Akten-Nr.               | Bild           |
| --------------------------------------------------- | ----------------------------------------------------------------------- | --- | ----------------------- | -------------- |
| Christoph-Carl-Platz 6 (Standort)                   | Ehemaliges Herrenhaus Hammer                                            | Umfassungsmauern des zweigeschossigen Sandsteinquaderbaus mit Hoftor, zwei rustizierten Rundbogenportalen und Giebel mit Voluten- und Palmettenaufsatz, 1640, Wappenrelief bezeichnet „1816“, im frühen 20. Jahrhundert umgebaut, 1943 weitestgehend zerstört                                  | D-5-64-000-345 Wikidata | weitere Bilder |
| Christoph-Carl-Platz 6, Im Garten (Standort)        | Springbrunnen                                                           | | D-5-64-000-345 Wikidata | BW             |
| Christoph-Carl-Platz 6, Im Garten (Standort)        | Gärtnerhaus (Sommersaal und Pflanzenhaus)                               | Erdgeschossiger Sandsteinquaderbau mit Satteldach und Fachwerk, um 1710, im 20. Jahrhundert verändert | D-5-64-000-345 Wikidata | BW             |
| Christoph-Carl-Platz 6, Im Garten (Standort)        | Einfriedung                                                             | Sandsteinmauer mit Rundbogenportal im Westen und Eckturm im Südwesten, 18. Jahrhundert | D-5-64-000-345 Wikidata | BW             |
| Christoph-Carl-Platz (Standort)                     | Ehemaliges Gasthaus Einkehr zum Hammer                                  | Erdgeschossige Umfassungsmauern des Sandsteinquaderbaus mit rustiziertem Rundbogenportal, um 1687, 1943 weitestgehend zerstört | D-5-64-000-346 Wikidata | weitere Bilder |
| Christoph-Carl-Platz (Standort)                     | Denkmal                                                                 | Sandstein-Obelisk auf Rechtecksockel bekrönt mit bronzener Friedenstaube, 1709, 1861 vom ursprünglichen Aufstellungsort im Volckamer’schen Garten zu Gostenhof hierher versetzt und mit Inschriftplakette für Georg Christoph von Forster und Pfeilgitterzaun-Einfriedung versehen             | D-5-64-000-354 Wikidata | weitere Bilder |
| Christoph-Carl-Platz 1 (Standort)                   | Arbeiterhaus                                                            | Erdgeschossiger Sandsteinquaderbau mit Satteldach, Ende 18. Jahrhundert | D-5-64-000-343 Wikidata | weitere Bilder |
| Christoph-Carl-Platz 2 / 4 (Standort)               | Arbeiterhaus, später Kutscherhaus                                       | Sandsteinquaderbau mit Krüppelwalmdach und Fachwerkobergeschoss, im Kern 1553/54 (dendrochronologisch datiert), 1915 aufgestockt | D-5-64-000-344 Wikidata | weitere Bilder |
| Christoph-Carl-Platz 2 / 4 (Standort)               | Stallgebäude                                                            | Angebauter, eingeschossiger Sandsteinquaderbau mit Satteldach und Volutengiebel, im Kern 1553/54 (dendrochronologisch datiert) | D-5-64-000-344 Wikidata | BW             |
| Christoph-Carl-Platz 10 / 12 (Standort)             | Arbeiterhaus                                                            | Erdgeschossiger, traufständiger Sandsteinquaderbau mit Satteldach und Schleppgauben, im Kern 1554 (dendrochronologisch datiert), 18. Jahrhundert | D-5-64-000-347 Wikidata | weitere Bilder |
| Christoph-Carl-Platz 14 (Standort)                  | Arbeiterhaus                                                            | Erdgeschossiger, giebelständiger Sandsteinquaderbau mit Satteldach und Fachwerkgiebel, 18. Jahrhundert | D-5-64-000-349 Wikidata | weitere Bilder |
| vor Christoph-Carl-Platz 14 (Standort)              | Ruhstein                                                                | Mit Palmettenornamenten, Sandstein, 16./17. Jahrhundert | D-5-64-000-349          | BW             |
| Christoph-Carl-Platz 19 (Standort)                  | Uhrenhaus, ehemaliges Arbeiterhaus, später Sitz des Patrimonialgerichts | Zweigeschossiger Sandsteinquaderbau mit Satteldach, Südseite mit Volutengiebel, Nordseite mit Fachwerkgiebel und Krüppelwalm, teilweise Fachwerk-Obergeschoss und Fachwerk-Ladegaube mit Uhrtürmchen, im Kern 1554 (dendrochronologisch datiert), 1683 umgebaut (dendrochronologisch datiert). | D-5-64-000-348 Wikidata | weitere Bilder |
| Christoph-Carl-Platz 21 / 23 (Standort)             | Doppelhaus, Arbeiterwohnhaus (Nr. 21) und ehemaliges Schulhaus (Nr. 23) | Zweigeschossiger, traufständiger Sandsteinquaderbau mit Satteldach und Rundbogenportal an Nr. 23, bezeichnet „1668“, Anbau bezeichnet „1779“, Nr. 21 erste Hälfte 19. Jahrhundert | D-5-64-000-350 Wikidata | weitere Bilder |
| Christoph-Carl-Platz 21 / 23 (Standort)             | Ehemalige Schmiede des Messingwerke                                     | An Nordseite befindlicher erdgeschossiger Anbau, 18. Jahrhundert | D-5-64-000-350 Wikidata | BW             |
| Christoph-Carl-Platz 25 (Standort)                  | Ehemaliges Kontorgebäude                                                | Erdgeschossiger, traufständiger Sandsteinquaderbau mit Satteldach, Fachwerkgiebel und Fachwerkgaube, bezeichnet „1767“ | D-5-64-000-351          | weitere Bilder |
| Christoph-Carl-Platz 27/29 (Standort)               | Ehemaliges Arbeiterwohnhaus und Verwaltungsgebäude                      | Zweigeschossiger, traufständiger Sandsteinquaderbau mit Satteldach, einseitigem Schopfwalm und Fachwerk-Obergeschoss, im Kern 17. Jahrhundert, Anbauten an Nord- und Westseite 19. Jahrhundert                                                                                                 | D-5-64-000-352 Wikidata | weitere Bilder |
| Christoph-Carl-Platz 27/29, an Nordseite (Standort) | Eingang zu unterirdischem Gang                                          | Bezeichnet „1778“ | D-5-64-000-352          | BW             |
| Christoph-Carl-Platz 31 / 33 (Standort)             | Arbeiterwohnhaus mit angeschlossener ehemaliger Gießerei                | Langgestreckter, erdgeschossiger Sandsteinquaderbau mit Satteldach und Fachwerk-Obergeschoss an Südseite und erdgeschossige Umfassungsmauern des Gießerei-Sandsteinquaderbaus, Arbeiterwohnhaus erste Hälfte 18. Jahrhundert, ehemalige Gießerei bezeichnet „1718“, 1943 teilweise zerstört.   | D-5-64-000-353 Wikidata | weitere Bilder |

### Zerzabelshof

#### Tiergarten Nürnberg
| Lage                                                           | Objekt                                       | Beschreibung | Akten-Nr.              | Bild           |
| -------------------------------------------------------------- | -------------------------------------------- | --- | ---------------------- | -------------- |
| Am Tiergarten / Schmausenbuck / Schmausenbuckstraße (Standort) | Tiergarten Nürnberg                          | Als weitläufiger Landschaftspark konzipierter und in die Fels- und Auenlandschaft am Schmausenbuck mit den deutlichen Spuren der geschichtlichen Eingriffe als Steinbrüche und Ausflugspark des 18. und 19. Jahrhunderts (in Sandsteinfels gehauene Wappen mit Bezeichnung 1846 und 1896, östlich des Raubtierhauses) eingebetteter zoologischer Garten mit Tiergehegen als Freianlagen und zahlreichen Tierhäusern, von Heinz Schmeißner und Kurt Schneckendorf, 1939 vom Luitpoldhain hierher verlegt, nach Kriegszerstörung bis 1950 wiederaufgebaut Sämtliche Gebäude in Formen der NS-Heimatschutzarchitektur | D-5-64-000-99 Wikidata | weitere Bilder |
| Am Tiergarten (Standort)                                       | Figuren von zwei Raubtierbändigern mit Löwen | Bronzefiguren auf Sandsteinquadersockel, von Philipp Kittler, Guss von Christoph Lenz, 1912, vom ursprünglichen Aufstellungsort im Alten Tiergarten am Luitpoldhain übernommen und 1939 am Haupteingang aufgestellt | D-5-64-000-99 Wikidata | weitere Bilder |
| Am Tiergarten 2 (Standort)                                     | Wirtschafts- und Verwaltungsgebäude          | Erdgeschossiger Satteldachbau mit Fachwerkgiebel und traufseitigem Eingangsrisalit mit Walmdach und Sonnenuhr, um 1939 | D-5-64-000-99 Wikidata | BW             |
| Am Tiergarten 4 (Standort)                                     | Ehemaliges Flusspferdhaus                    | Erdgeschossiger Walmdachbau mit giebelseitigen Loggien mit Rechteckpfeilern und traufseitig angeschlossenem ehemaligem Wasserbecken mit Sandsteinquaderummauerung, um 1939 | D-5-64-000-99 Wikidata | weitere Bilder |
| Am Tiergarten 6 (Standort)                                     | Ehemaliges Elefantenhaus                     | Erdgeschossiger, teils verputzter Sandsteinbau mit Walmdach, um 1939, 2003 modernisiert und erweitert | D-5-64-000-99 Wikidata | weitere Bilder |
| Am Tiergarten 8 (Standort)                                     | Waldschänke                                  | Erdgeschossiger giebelständiger Schopfwalmdachbau mit Fachwerkgiebel und quer angebautem, überdachtem Freisitz auf hölzernen Rundstützen mit Walmdach, um 1939, Freisitz 2004 modernisiert und teilweise umgebaut | D-5-64-000-99 Wikidata | weitere Bilder |
| Am Tiergarten 10 (Standort)                                    | Wirtschaftsgebäude                           | Erdgeschossiges, breit gelagertes Blockhaus mit Flachsatteldach, um 1939 | D-5-64-000-99 Wikidata | weitere Bilder |
| Am Tiergarten 12 (Standort)                                    | Affenhaus mit Aquarium                       | Erdgeschossiger Sandsteinbau mit Walmdach und Loggia mit Rechteckpfeilern, um 1939 | D-5-64-000-99 Wikidata | weitere Bilder |
| Am Tiergarten 14 (Standort)                                    | Raubtierhaus                                 | In Sandsteinfelsen eingebauter Rundbau mit Betonkuppel auf oktogonalen Sandsteinpfeilern und in Fels gehauenem Zugangstunnel, um 1939, 2009 modernisiert und erneuert | D-5-64-000-99 Wikidata | weitere Bilder |
| Am Tiergarten 28 (Standort)                                    | Wohnhaus                                     | Erdgeschossiger Steilwalmdachbau mit Schleppgauben, um 1939 | D-5-64-000-99 Wikidata | weitere Bilder |
| Am Tiergarten 30 (Standort)                                    | Kassenhaus                                   | Erdgeschossiger Walmdachbau mit Schleppgauben und zweiseitig umlaufender Loggia mit Rechteckpfeilern, um 1939 | D-5-64-000-99          | weitere Bilder |
| Am Tiergarten 32 (Standort)                                    | Giraffenhaus                                 | Eingeschossiger Sichtziegelsteinbau mit gefaltetem Satteldach, an der Nordseite dreiteiliges Keramikmosaik mit der Darstellung des Dschungels, von Harald Clauß, 1961, Mosaik von Franz Vornberger, 1963 | D-5-64-000-99 Wikidata | weitere Bilder |

#### Restlicher Zerzabelshof
| Lage                                                                             | Objekt | Beschreibung | Akten-Nr.                | Bild           |
| -------------------------------------------------------------------------------- | --- | --- | ------------------------ | -------------- |
| Aussiger Platz 1 (Standort)                                                      | Endres’sche Gaststätte                                                                                             | Zweigeschossiger Sandsteinquaderbau mit Walmdach und Dachgauben, straßenseitig erdgeschossig mit Mansardengeschoss, 1795 | D-5-64-000-126 Wikidata  | weitere Bilder |
| Aussiger Platz 4 (Standort)                                                      | Ehemaliger Südflügel des ehemaligen Loeffelholz’schen Herrensitzes, jetzt Wohnhaus                                 | Zweigeschossiger Sandsteinquaderbau mit Walmdach und Giebelgauben, im Kern 1600, Umbau 1718 und bezeichnet „1862“, Wiederaufbau 1955 | D-5-64-000-127 Wikidata  | weitere Bilder |
| Aussiger Platz 6 (Standort)                                                      | Ehemaliges Vogtshaus des ehemaligen Loeffelholz’schen Herrensitzes                                                 | Erdgeschossiger giebelständiger Sandsteinquaderbau mit Halbwalmdach, 18./19. Jahrhundert | D-5-64-000-128 Wikidata  | weitere Bilder |
| Bingstraße 40 (Standort)                                                         | Ehemalige Gobelinmanufaktur                                                                                        | Zweigeschossiger, kubischer Sichtziegelbau mit Flachdach, von Sep Ruf, 1959–1961, zugehörig zur Kunstakademie (Bingstraße 60) | D-5-64-000-2382 Wikidata | weitere Bilder |
| Bingstraße 60 (Standort)                                                         | Akademie der Bildenden Künste Nürnberg                                                                             | Mehrteilige, erdgeschossige Gebäudegruppe mit Pavillonbauten, Atriumhöfen und überdachten Verbindungsgängen, Stahlskelettbauten mit weit vorkragenden Flachdächern und geschosshohen Glasfronten, von Sep Ruf, 1952/54, Dachsanierung 1984                                                         | D-5-64-000-2288 Wikidata | weitere Bilder |
| Bingstraße 60 (Standort)                                                         | Akademie der Bildenden Künste Nürnberg: Verwaltungsgebäude                                                         | Erdgeschossiger Stahlskelettbau mit vorkragendem Flachdach, von Sep Ruf, 1952/54, Dachsanierung 1984 | D-5-64-000-2288          | weitere Bilder |
| Julius-Schieder-Platz 2 (Standort)                                               | Evangelisch-lutherische Auferstehungskirche (Pfarrkirche)                                                          | Sichtziegelsteinbau mit Flachsatteldach, Betonvorhalle, großer Fensterrosette an Nordwestgiebel und seitlich angefügtem Glockenturm in Betonbauweise mit Sichtziegelausfachung und Durchgang, Saalbau mit Betondecke und senkrechten Fensterbändern; mit Ausstattung, von Kurt Engelhardt, 1963/64 | D-5-64-000-2495 Wikidata | weitere Bilder |
| Julius-Schieder-Platz 2 (Standort)                                               | Vorplatz | Quadratisch und mit Waschbetonplatten ausgelegter Platz mit Bronzefigur auf hohem, zylindrischem Betonsockel (von Walter Ibscher, 1970), von Kurt Engelhardt, 1963/64 | D-5-64-000-2495          | weitere Bilder |
| Regensburger Straße (Standort)                                                   | Martersäule „Zum Sebald“                                                                                           | Sandstein, Tabernakelaufsatz mit vier Reliefseiten und Satteldach auf schlankem Schaft, um 1480 | D-5-64-000-1612 Wikidata | weitere Bilder |
| Regensburger Straße (Standort)                                                   | Steinkreuz | Sandstein, wohl 14. Jahrhundert | D-5-64-000-1613 Wikidata | weitere Bilder |
| Regensburger Straße 336 (Standort)                                               | Ehemaliges Umspannwerk für die Stromversorgung des Reichsparteitagsgeländes                                        | Zweigeschossiger Flachdachbau mit Kalksteinplattenverkleidung, neuklassizistisch, von Albert Speer und Kurt Schmid-Ehmen, 1936–1939 | D-5-64-000-1614 Wikidata | weitere Bilder |
| Regensburger Straße 364–370c (gerade Nummern) (Standort)                         | Ehemalige Angestelltenwohnungen und Dienstgebäude der Arbeiterunterkünfte für den Bau des Reichsparteitagsgeländes | Reihenhauszeilen, vier parallel angeordnete, eingeschossige Satteldachbauten mit Dachgauben, von Albert Speer, um 1939 | D-5-64-000-2337 Wikidata | weitere Bilder |
| Regensburger Straße 376–392 (gerade Nummern) (Standort)                          | Ehemaliges Lager I der Arbeiterunterkünfte für den Bau des Reichsparteitagsgeländes, heute August-Meier-Heim       | Parallel angeordnete, giebelständige, erd- und dreigeschossige Satteldachbauten zum Teil mit Giebelverschalung und Schleppgauben, über erdgeschossige, traufständige Verbindungsbauten miteinander verbunden, von Albert Speer, bezeichnet „1939“, teilweise 1958/60 wiederaufgebaut               | D-5-64-000-2338 Wikidata | weitere Bilder |
| Regensburger Straße 400–414 (gerade Nummern) (Standort)                          | Ehemaliges Lager II der Arbeiterunterkünfte und Angestelltenwohnungen für den Bau des Reichsparteitagsgeländes     | Parallel angeordnete, erdgeschossige und giebelständige Satteldachbauten mit Fachwerkgiebel und Schleppgauben, zum Teil über erdgeschossige, traufständige Verbindungsbauten mit Satteldach miteinander verbunden, von Albert Speer, bezeichnet „1939/1940“                                        | D-5-64-000-2339 Wikidata | weitere Bilder |
| Regensburger Straße 400–414 (gerade Nummern) (Standort)                          | Nebengebäude | Erdgeschossiger Satteldachbau, teils massiv, gleichzeitig | D-5-64-000-2339 Wikidata | BW             |
| Schmausenbuckstraße 175 (Standort)                                               | Aussichtsturm „Auf der alten Gritz“                                                                                | Sandsteinquaderbau mit hohem, bossiertem Sockel, Eckrustika und gläserner Aussichtswarte, im Neu-Nürnberger-Stil, von Georg Friedrich Hildenbrand, 1888, 1964 modernisiert und umgebaut | D-5-64-000-2347 Wikidata | weitere Bilder |
| Schmausenbuckstraße 175, südöstlich des Aussichtsturms (Standort)                | Gedenkstein für einen 1869 verunglückten Schüler                                                                   | Sandsteinstele, um 1870 | D-5-64-000-2348 Wikidata | weitere Bilder |
| Schmausenbuckstraße 180, westlich der Trinkwasserhochbehälter im Wald (Standort) | Ehemaliger Steinbruch Schmausenbuck                                                                                | Sandsteinfelsen mit eingemeißelten Wappenkartuschen, 18./19. Jahrhundert, bezeichnet „1877“ | D-5-64-000-2349          | BW             |
| Schmausenbuckstraße 180 (Standort)                                               | Trinkwasserhochbehälter am Schmausenbuck: I. Hochbehälter                                                          | Mit zwei zinnenbekrönten Eingangstürmchen, bezeichnet „1865“ | D-5-64-000-2350 Wikidata | BW             |
| Schmausenbuckstraße 180 (Standort)                                               | Trinkwasserhochbehälter am Schmausenbuck: II. Hochbehälter                                                         | Mit romanisierendem Sandstein-Eingangsbau mit rustiziertem Rundbogenportal und Wappenkartusche, bezeichnet „1901“; | D-5-64-000-2350 Wikidata | BW             |
| Schmausenbuckstraße 180 (Standort)                                               | Trinkwasserhochbehälter am Schmausenbuck: III. Hochbehälter                                                        | Mit barockisierendem Eingangsbau, zweigeschossiger Betonbau mit Walmdach und Turmaufsatz, bezeichnet „1914–1918“ | D-5-64-000-2350 Wikidata | BW             |
| Schmausenbuckstraße 180 (Standort)                                               | Trinkwasserhochbehälter am Schmausenbuck: Verteilerkammer                                                          | Muschelkalkfassade, bezeichnet „1914–1919“ | D-5-64-000-2350 Wikidata | BW             |
| Schmausenbuckstraße 180 (Standort)                                               | Ehemaliges Wärterhaus                                                                                              | Zweigeschossiger Sandsteinbau mit Schopfwalmdach, Fachwerkgiebel, Schleppgauben und Holzbalkonen, Heimatstil, 1917 | D-5-64-000-2350 Wikidata | BW             |
| Valznerweiherstraße 59 (Standort)                                                | Villa | Zweigeschossiger, abgewinkelter Krüppelwalmdachbau mit Sandsteinerdgeschoss, Fachwerkobergeschoss und Zwerchgiebel, Heimatstil, spätes 19. Jahrhundert | D-5-64-000-2012 Wikidata | weitere Bilder |
| Valznerweiherstraße 59 (Standort)                                                | Gartenpavillon | Auf Hügel, erdgeschossiger polygonaler Walmdachbau, drittes Viertel 19. Jahrhundert | D-5-64-000-2012 Wikidata | weitere Bilder |

### Fischbach bei Nürnberg
| Lage                                                         | Objekt                                                                      | Beschreibung | Akten-Nr.                         | Bild           |
| ------------------------------------------------------------ | --------------------------------------------------------------------------- | --- | --------------------------------- | -------------- |
| An der Bahnlinie 5, 6 (Standort)                             | Bahnhof Fischbach (b Nürnberg)                                              | Empfangsgebäude, erdgeschossiger, giebelständiger Sandsteinbau mit Steilsatteldach, Dachgauben und quer angebautem, traufständigem Sandsteinbau mit Satteldach, Giebelverschalung und gleisseitig offener Pfeilerhalle, um 1940;                                                     | D-5-64-000-103 Wikidata           | BW             |
| Nähe An der Bahnlinie (Standort)                             | Ehemaliges Stationsgebäude                                                  | Zweigeschossiger Backsteinbau mit Hausteingliederung und Satteldach, Ende 19. Jahrhundert. | D-5-64-000-103 Wikidata           | weitere Bilder |
| B 4 (Standort)                                               | Grenzstein                                                                  | Eine von sieben Sandsteinstelen, mit Betonsockel sowie mit der Aufschrift Nürnberg und dem Stadtwappen in farbigem Steinmosaik, 1951; Weitere Standorte: Erlanger Straße, Äußere Bayreuther Straße, Erlenstegenstraße, Laufamholzstraße 370, Münchener Straße, Mühlhofer Hauptstraße | D-5-64-000-2975 Wikidata          | weitere Bilder |
| Fischbacher Hauptstraße 121 (Standort)                       | Ehemaliges Rathaus der Gemeinde Fischbach bei Nürnberg, jetzt Bürgeramt Ost | Dreiteiliger, zweigeschossiger Stahlbetonskelettbau mit vorgehängten Natursteinplatten und Flachdach, von Fritz Pühlhofer, 1961/62; mit Ausstattung und Kunst am Bau. | D-5-64-000-2423 Wikidata          | weitere Bilder |
| Fischbacher Hauptstraße 122 (Standort)                       | Katholische Pfarrkirche Hl. Geist                                           | Kubischer Betonbau mit Ziegelsteinwandfüllung und Flachdach, Saalbau mit Chorapsis und nördlich anschließender Taufkapelle und Glockenturm, von Fritz Pühlhofer, 1963–1965; mit Ausstattung.                                                                                         | D-5-64-000-2424 Wikidata          | weitere Bilder |
| Fischbacher Hauptstraße 169 (Standort)                       | Wohnstallhaus                                                               | Erdgeschossiger, giebelständiger Satteldachbau mit Schopfwalm, Sandsteinerdgeschoss und Fachwerkgiebel, 17./18. Jahrhundert, modern verschalt. | D-5-64-000-460 Wikidata           | weitere Bilder |
| Fischbacher Hauptstraße 172 (Standort)                       | Scheurl’sches Schloss                                                       | Zweigeschossiger Sandsteinquaderbau mit Satteldach, Fachwerk-Zwerchhaus und Rundbogentoren mit Rustika-Quaderrahmung, bezeichnet 1648; mit Ausstattung; | D-5-64-000-459 Wikidata           | weitere Bilder |
| Fischbacher Hauptstraße 170a (Standort)                      | Torhaus                                                                     | Zweigeschossiger Sandsteinquaderbau mit Walmdach und Korbbogentor, Durchfahrt mit Balkendecke, dendrochronologisch datiert 1494, im Kern 17. Jahrhundert, bezeichnet 1729 | D-5-64-000-459 Wikidata           | weitere Bilder |
| Fischbacher Hauptstraße 164 (Standort)                       | Nebengebäude                                                                | erdgeschossiger, traufständiger Sandsteinquaderbau mit Satteldach, 17./18. Jahrhundert; | D-5-64-000-459 Wikidata           | BW             |
| Fischbacher Hauptstraße 164 (Standort)                       | Nebengebäude                                                                | Zweigeschossiger, giebelständiger Sandsteinquaderbau mit Satteldach, Fachwerk-Obergeschoss und quer angebautem, erdgeschossigem Satteldachbau mit Fachwerkgiebel, wohl 18./19. Jahrhundert.                                                                                          | D-5-64-000-459 Wikidata           | BW             |
| Fischbacher Hauptstraße 176 (Standort)                       | Ehemaliges Wohnstallhaus                                                    | Erdgeschossiger, giebelständiger Satteldachbau mit verputztem Fachwerkgiebel, 17./18. Jahrhundert. | D-5-64-000-462 Wikidata           | weitere Bilder |
| Fischbacher Hauptstraße 180 (Standort)                       | Evangelisch-Lutherische Pfarrkirche St. Maria                               | Zweigeschossiger, traufständiger Sandsteinquaderbau mit Flachsatteldach, flachgedeckter Saalbau mit gewölbtem und einseitig eingezogenem Chorraum, im Kern Mitte 14. Jahrhundert, 1389 geweiht, 1956/57 wiederaufgebaut; mit Ausstattung;                                            | D-5-64-000-463 Wikidata           | weitere Bilder |
| Fischbacher Hauptstraße 180 (Standort)                       | Einfriedung                                                                 | Sandsteinmauer und Torpfeiler mit Kugelbekrönung und Lisenenvorlagen, wohl 18. Jahrhundert. | D-5-64-000-463 Wikidata           | weitere Bilder |
| Fischbacher Hauptstraße 181 (Standort)                       | Wohnhaus                                                                    | Zweigeschossiger, giebelständiger Satteldachbau mit Fachwerkgiebel, 18. Jahrhundert | D-5-64-000-464 Wikidata           | weitere Bilder |
| Fischbacher Hauptstraße 181 (Standort)                       | Torpfeiler                                                                  | barock, mit Lisenenvorlagen, Kugelbekrönung und Voluten, Sandstein, gleichzeitig | D-5-64-000-464 Wikidata           | BW             |
| Fischbacher Hauptstraße 186 (Standort)                       | Gasthaus                                                                    | Zweigeschossiger, traufständiger Sandsteinquaderbau mit Krüppelwalmdach, Fachwerkgiebel und quer angebautem zweigeschossigem Satteldachbau mit Dachgauben, Mitte 19. Jahrhundert. | D-5-64-000-465 Wikidata           | weitere Bilder |
| Fischbacher Hauptstraße 187 (Standort)                       | Bäckerzeichen                                                               | Sandstein, 17./18. Jahrhundert. | D-5-64-000-466 Wikidata           | weitere Bilder |
| Fischbacher Hauptstraße 189 (Standort)                       | Wohnhaus                                                                    | Zweigeschossiger, schmaler Sandsteinquaderbau mit Walmdach und Wappentafel, bezeichnet 1752. | D-5-64-000-467 Wikidata           | weitere Bilder |
| Fischbacher Hauptstraße 197 (Standort)                       | Harsdorf’sches Schloss: Altes Schloss                                       | Zweigeschossiger Sandsteinquaderbau mit Krüppelwalmdach, Schleppgauben und Fachwerk-Dacherker mit polygonalem Spitzdach, Obergeschoss teilweise Fachwerk, dendro.dat. 1553, Westgiebel wiederaufgebaut 1946                                                                          | D-5-64-000-469 Wikidata           | weitere Bilder |
| Fischbacher Hauptstraße 197 (Standort)                       | Harsdorf’sches Schloss: Neues Schloss                                       | Zweigeschossiger Sandsteinquaderbau mit Walmdach, Eckpilastern und Gesimsgliederung, über dem Portal Familienwappen, bez. 1723, an der Ostseite Freitreppe, um 1900, verändernder Wiederaufbau um 1945                                                                               | D-5-64-000-469 Wikidata           | weitere Bilder |
| Am Schloßpark 1 (Standort)                                   | Harsdorf’sches Schloss: Vogtshaus                                           | zweigeschossiger, giebelseitiger Fachwerkbau mit Satteldach und vorkragendem Obergeschoss, Erdgeschoss zum Teil Sandsteinquadermauerwerk, 16. Jh. | D-5-64-000-469 Wikidata           | weitere Bilder |
| Fischbacher Hauptstraße 197, 199, Am Schloßpark 1 (Standort) | Harsdorf’sches Schloss: Park                                                | 18. Jahrhundert | D-5-64-000-469 Wikidata           | BW             |
| Fischbacher Hauptstraße 197 (Standort)                       | Harsdorf’sches Schloss: Einfriedung                                         | Reste einer Einfriedung, profilierte Sandsteinpfeiler mit Kugelbekrönung und Ornament-Pfeilgitterzaun, 18. Jh. | D-5-64-000-469 zugehörig Wikidata | weitere Bilder |
| Am Schloßpark 1 (Standort)                                   | Harsdorf’sches Schloss: Einfriedung                                         | Unverputzte Sandsteinquadermauer mit gerundeten Decksteinen und Sandsteinpfeilern mit Kugelbekrönung, 18. Jh | D-5-64-000-469 Wikidata           | weitere Bilder |
| Fischbacher Hauptstraße 202 (Standort)                       | Gasthaus „Zum Roten Ochsen“                                                 | erdgeschossiger, giebelständiger und verputzter Sandsteinquaderbau mit Satteldach, bezeichnet 1768 | D-5-64-000-470                    | weitere Bilder |
| Fischbacher Hauptstraße 233 (Standort)                       | Ehemaliges Forstanwesen: Ehemaliges Forsthaus                               | Zweigeschossiger Sandsteinquaderbau mit Walmdach, 1840 | D-5-64-000-472 Wikidata           | weitere Bilder |
| Fischbacher Hauptstraße 233 (Standort)                       | Ehemaliges Forstanwesen: Waschhaus                                          | Erdgeschossiger Sandsteinquaderbau mit Walmdach, gleichzeitig | D-5-64-000-472                    | BW             |
| Fischbacher Hauptstraße 233 (Standort)                       | Ehemaliges Forstanwesen: Stallgebäude                                       | Erdgeschossiger Sandsteinquaderbau mit Satteldach, gleichzeitig | D-5-64-000-472 Wikidata           | BW             |
| Fischbacher Hauptstraße 233 (Standort)                       | Ehemaliges Forstanwesen: Einfriedung                                        | Pfeiler der Einfriedung an Straßen- und Rückseite, Sandsteingleichzeitig | D-5-64-000-472 Wikidata           | BW             |
| Fontanestraße 2 (Standort)                                   | Autobahnmeisterei Fischbach: Verwaltungsgebäude                             | Zweigeschossiger, traufständiger Satteldachbau mit Giebelverschalung und Schleppgauben, 1939, von Fritz Limpert und Paul Bonatz | D-5-64-000-486 Wikidata           | weitere Bilder |
| Fontanestraße 2 (Standort)                                   | Autobahnmeisterei Fischbach: Torbogen                                       | Westlich an Verwaltungsgebäude anschließend, gleichzeitig, von Fritz Limpert und Paul Bonatz | D-5-64-000-486 Wikidata           | BW             |
| Fontanestraße 2 (Standort)                                   | Autobahnmeisterei Fischbach: Wagenhalle                                     | Rechtwinklig zugeordnet, erdgeschossiger Satteldachbau mit turmartigen Anbau mit Uhr und Walmdach, Sandsteinfassade und Giebelverschalung, bezeichnet 1939, von Fritz Limpert und Paul Bonatz                                                                                        | D-5-64-000-486                    | BW             |
| Förstergäßchen 1 (Standort)                                  | Evangelisch-Lutherische Auferstehungskirche (Pfarrkirche)                   | Verputzter Satteldachbau mit rechteckigem Chor und wuchtigem Westturm mit Pyramidendach, umgeben von offener Bogenhalle, flachgedeckter Saalbau, von Carl Brendel und Max Kälberer, 1932/33; mit Ausstattung.                                                                        | D-5-64-000-487 Wikidata           | weitere Bilder |
| Hallerweiherstraße / Eisweiherweg (Standort)                 | Steinkreuz                                                                  | Sandstein, vielleicht 16. Jahrhundert; etwa 700 m westlich des Pellerschlosses, am Fischbach | D-5-64-000-2243 Wikidata          | weitere Bilder |
| Hutbergstraße 3 (Standort)                                   | Wohnstallhaus                                                               | Erdgeschossiger, giebelständiger Satteldachbau mit Fachwerkgiebel, bezeichnet 1794; Heute (2020) Cafe Fink | D-5-64-000-850 Wikidata           | weitere Bilder |
| Hutbergstraße 3 (Standort)                                   | Backofen                                                                    | Sandsteinbau mit Satteldach, 18. Jahrhundert, entkernt. | D-5-64-000-850 Wikidata           | BW             |
| Fischbacher Hauptstraße (Standort)                           | Denkmal für die Gefallenen des Ersten Weltkriegs                            | Sandsteinpfeiler mit profilierter Abschlussplatte und steinernem Malteserkreuz auf niedrigem Podest, von Oswald Brückner, 1920. | D-5-64-000-2827 Wikidata          | weitere Bilder |
| Pellergasse 3a (Standort)                                    | Pellerschloss Fischbach: Ehemaliges Wasserschloss                           | dreigeschossiger Satteldachbau mit Schopfwalmen, Sandsteinerdgeschoss, zwei stark auskragenden Fachwerk-Obergeschossen und Fachwerk-Chörlein, zweite Hälfte 16. Jahrhundert, dendrochronologisch datiert 1556                                                                        | D-5-64-000-1511 Wikidata          | weitere Bilder |
| Pellergasse 3a (Standort)                                    | Pellerschloss Fischbach: Nebengebäude                                       | zweigeschossiger Sandsteinquaderbau mit Walmdach, erste Hälfte 19. Jahrhundert | D-5-64-000-1511 Wikidata          | weitere Bilder |
| Pellergasse 3a (Standort)                                    | Pellerschloss Fischbach: Park                                               | Mit Sandsteinbrücke und zwei Sandsteinskulpturen, zweite Hälfte 18. Jahrhundert | D-5-64-000-1511 Wikidata          | weitere Bilder |
| Pellergasse 3a (Standort)                                    | Pellerschloss Fischbach: Einfriedung                                        | Sandsteinmauer mit profilierten Decksteinen und vierseitigen Torpfeilern mit Kugelbekrönung, zweite Hälfte 18. Jahrhundert | D-5-64-000-1511 Wikidata          | weitere Bilder |

### Birnthon
| Lage                     | Objekt                         | Beschreibung | Akten-Nr.                | Bild           |
| ------------------------ | ------------------------------ | --- | ------------------------ | -------------- |
| Birnthon 1 (Standort)    | Ehemaliger Herrensitz Birnthon | Zweigeschossiger Massivbau mit Walmdach und traufseitig angebautem Fachwerk-Treppenturm, im Kern erstes Viertel 17. Jahrhundert, Treppenturm um 1688/89                                           | D-5-64-000-2237 Wikidata | weitere Bilder |
| Birnthon 1 (Standort)    | Scheune                        | Eingeschossiger Satteldachbau mit Sandsteinmauerwerk und Fachwerkgiebel, Mitte 19. Jahrhundert.                                                                                                   | D-5-64-000-2237 Wikidata | weitere Bilder |
| Birnthon 2, 3 (Standort) | Doppelhaus in Ecklage          | Zweigeschossiger Massivbau mit Satteldach, Nr. 2 Wohngebäude mit Dachreiter, Nr. 3 ehemaliges Gasthaus „Zum Grünen Baum“, mit Wirtsstube, im Kern 17. Jahrhundert, Ausbau Anfang 19. Jahrhundert. | D-5-64-000-2238 Wikidata | weitere Bilder |
| Birnthon 7 (Standort)    | Wohnhaus                       | Schmaler zweigeschossiger, traufständiger Satteldachbau mit Fachwerkobergeschoss, bezeichnet 1814.                                                                                                | D-5-64-000-2239 Wikidata | weitere Bilder |

### Brunn
| Lage                              | Objekt  | Beschreibung                                                                           | Akten-Nr.               | Bild           |
| --------------------------------- | ------- | -------------------------------------------------------------------------------------- | ----------------------- | -------------- |
| Brunner Hauptstraße 17 (Standort) | Scheune | Traufständiger Satteldachbau mit verkleidetem Fachwerkgiebel, im Kern 18. Jahrhundert. | D-5-64-000-256 Wikidata | weitere Bilder |
| Brunner Hauptstraße 25 (Standort) | Scheune | Sandsteinquaderbau mit Steilsatteldach und Fachwerkgiebel, bezeichnet 1795.            | D-5-64-000-257 Wikidata | weitere Bilder |
| Dillbergstraße 1 (Standort)       | Scheune | Erdgeschossiger, giebelständiger Fachwerkbau mit Steilsatteldach, 18. Jahrhundert.     | D-5-64-000-372 Wikidata | weitere Bilder |

## Ehemalige Baudenkmäler
In diesem Abschnitt sind Objekte aufgeführt, die früher einmal in der Denkmalliste eingetragen waren, jetzt aber nicht mehr. Objekte, die in anderem Zusammenhang – also z. B. als Teil eines Baudenkmals – weiter eingetragen sind, sollen hier nicht aufgeführt werden. Aktennummern in diesem Abschnitt sind ehemalige, jetzt nicht mehr gültige Aktennummern.

| Lage                              | Objekt   | Beschreibung                                                                             | Akten-Nr.       | Bild           |
| --------------------------------- | -------- | ---------------------------------------------------------------------------------------- | --------------- | -------------- |
| Schmausenbuckstraße 37 (Standort) | Wohnhaus | Zweigeschossiger Sandsteinbau mit Walmdach und Zwerchhaus, 1863, 1947/48 wiederaufgebaut | D-5-64-000-1773 | weitere Bilder |